# 組物

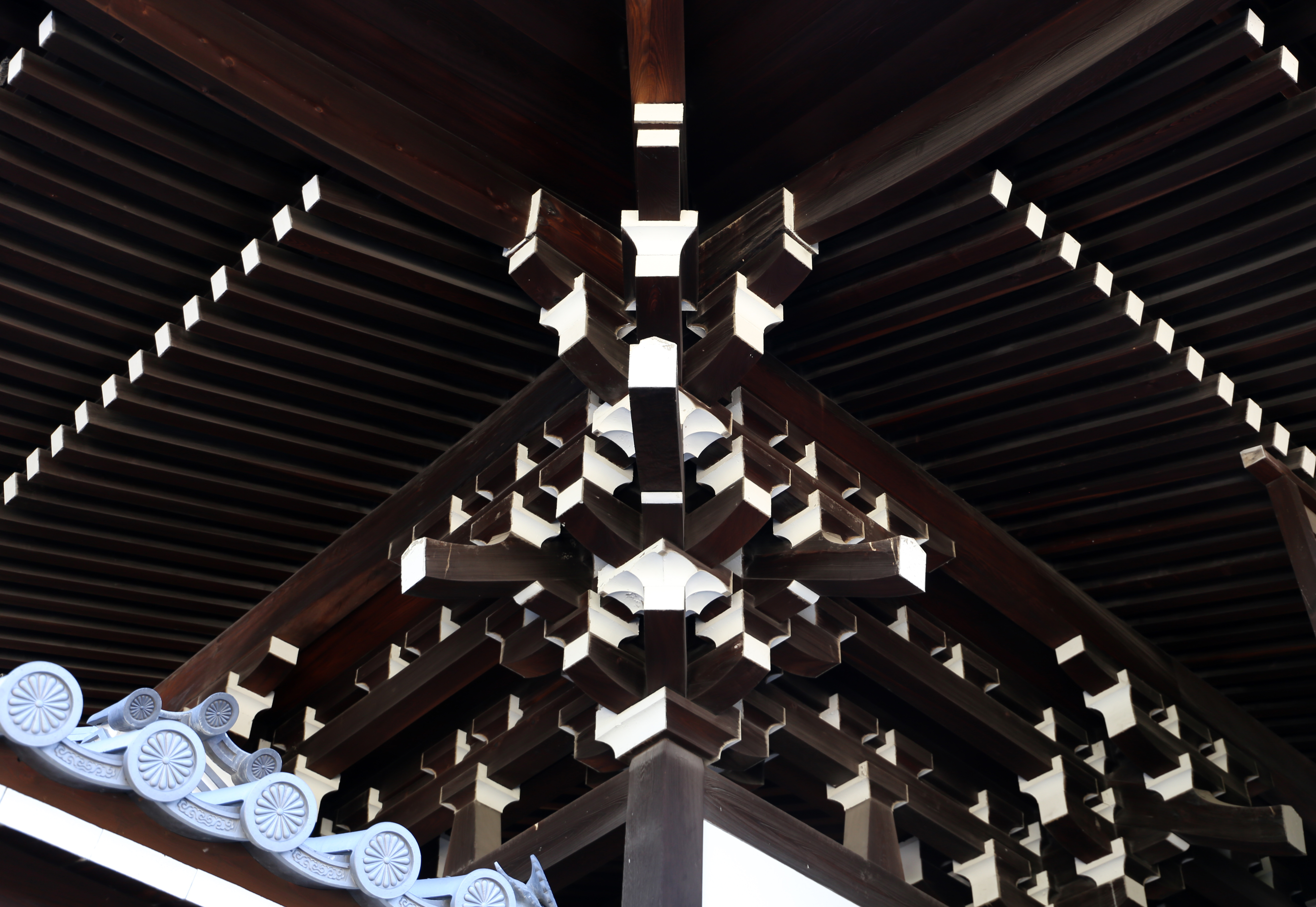
紫宸殿の組み物

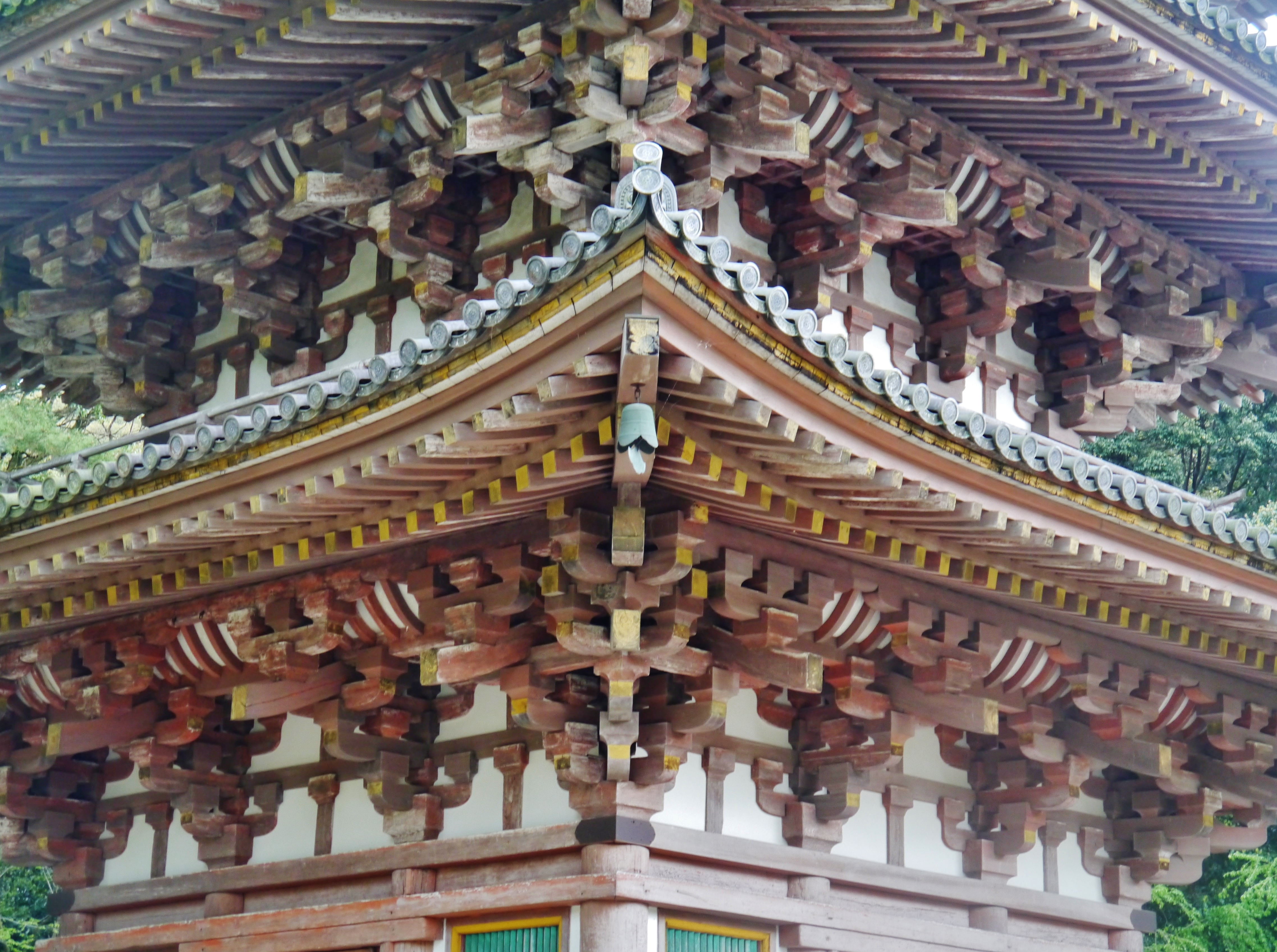
醍醐寺五重塔の三手先

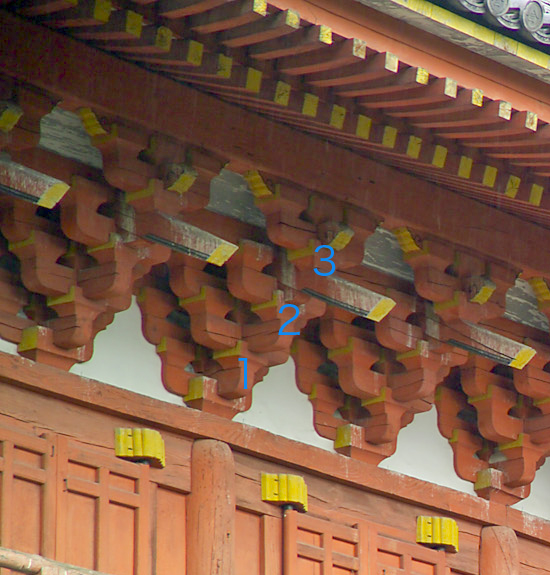
大徳寺山門の三手先

組物（くみもの、繁体字: 斗拱）、または組み物とは、中国由来の伝統的な木造建築において屋根を支えるために柱頭に設ける部材の一群である。前後または左右に腕のように渡した横木で上からの荷重を支える肘木（ひじき・栱とも）と、桁や肘木を受ける方形の斗 （ます・枡形（ますがた）とも）とで構成され、斗組（ますぐみ/とぐみ）とも、斗と栱から成る事から斗栱（ときょう、zh:斗栱/en）ともいう。 また、三手先などでは尾垂木（おだるき）も用いられることがある。
斗には大きく、柱の直上に置かれる大斗（だいと）と、肘木の上に置かれる小型の巻斗（まきと）とがあり、肘木には単純な形式の舟肘木（ふなひじき）や装飾化した花肘木（はなひじき）がある。

## 概要
主に寺院建築において用いられるが、流造などの神社建築でも見られる。また、住宅建築でも簡易な舟肘木などを見ることができる。
組物には以下の役割があると考えられる。
1. 屋根などの荷重をスムーズに柱に伝える。 - 瓦屋根により重くなった屋根を支えるための工夫。
2. 深い軒をつくる。 - 軒先を支えるために、丸桁（がぎょう・最も軒先に近い桁のこと）を送り出す工夫が三手先などである。
3. 横架材(水平に伸びる梁や桁などの材料)の継手（ジョイント）を補強する。 - 奈良時代になり建物の規模が大きくなると、横架材を一本の部材で作るには長さが足りず継ぎ足す必要が出てきた。継手部分は構造的に弱いため、肘木で補強するようになる。
4. 建物の格付けを示す意匠。 - 手先の多い組物の方が格が高いとされ、金堂や層塔などの重要な建物には最上級とされる三手先が用いられることが多い。

また、組物の形状や意匠などにより、寺院建築の様式（和様、大仏様、禅宗様）の分類や建築年代の推定の目安にもなる。

## 基本的分類
組物の発展は、大規模建築の発展に必要不可欠なものであった。垂木を支える水平材を桁（けた）といい、桁のうちもっとも外側（軒先寄り）に位置するものを丸桁（がぎょう）という。丸桁は奈良時代には文字通り断面円形のものが多かったが、後世にはすべて断面方形のものとなる（ただし、断面形状にかかわらず、上記の位置にある水平材を「丸桁」と呼ぶ）。丸桁をより先に出し建築の軒を深くするため、組物は複雑化していった。
最も単純な柱の上に舟形の肘木を置くのみの舟肘木（ふなひじき）から、柱上に大斗を置いて肘木を受ける大斗肘木（だいとひじき）の形式、大斗の上の肘木にさらに3箇の巻斗を載せる平三斗（ひらみつと）、大斗上の肘木を十字に組み、壁面から直角に挺出した肘木の先端に斗を載せた出三斗（でみつと）と複雑化していき、さらに発展させたものが出組（でぐみ）となる。出組は出三斗の壁面から挺出した肘木の先端に組物を組んで丸桁を受ける形式である。出三斗の場合、丸桁は前方に持ち出されず、柱や壁と同じ面にあるが、出組の場合は肘木を前方（壁と直角の方向）に持ち出し、その上に斗と肘木を組み、その上に丸桁が乗るため、丸桁は柱や壁から離れている。
出組からさらに1段外へ挺出したものを二手先（ふたてさき。二手先組ともいう。以下同）、二手先から更に1段外へ挺出したものを三手先（みてさき）という。この意味では、前述の出組は「一手先」ということになるが、通常は一手先ではなく出組という。
東大寺南大門のように六手先に至るまで組むものもあるが、通常建築で用いられるのは三手先までで、四手先以上は真言宗、天台宗の両密教固有の多宝塔などの建築において例外的に使用される。なお、二手先以上になると多く尾垂木（建物内部から突き出した太い斜材）、支輪、小天井（こてんじょう）を伴う。

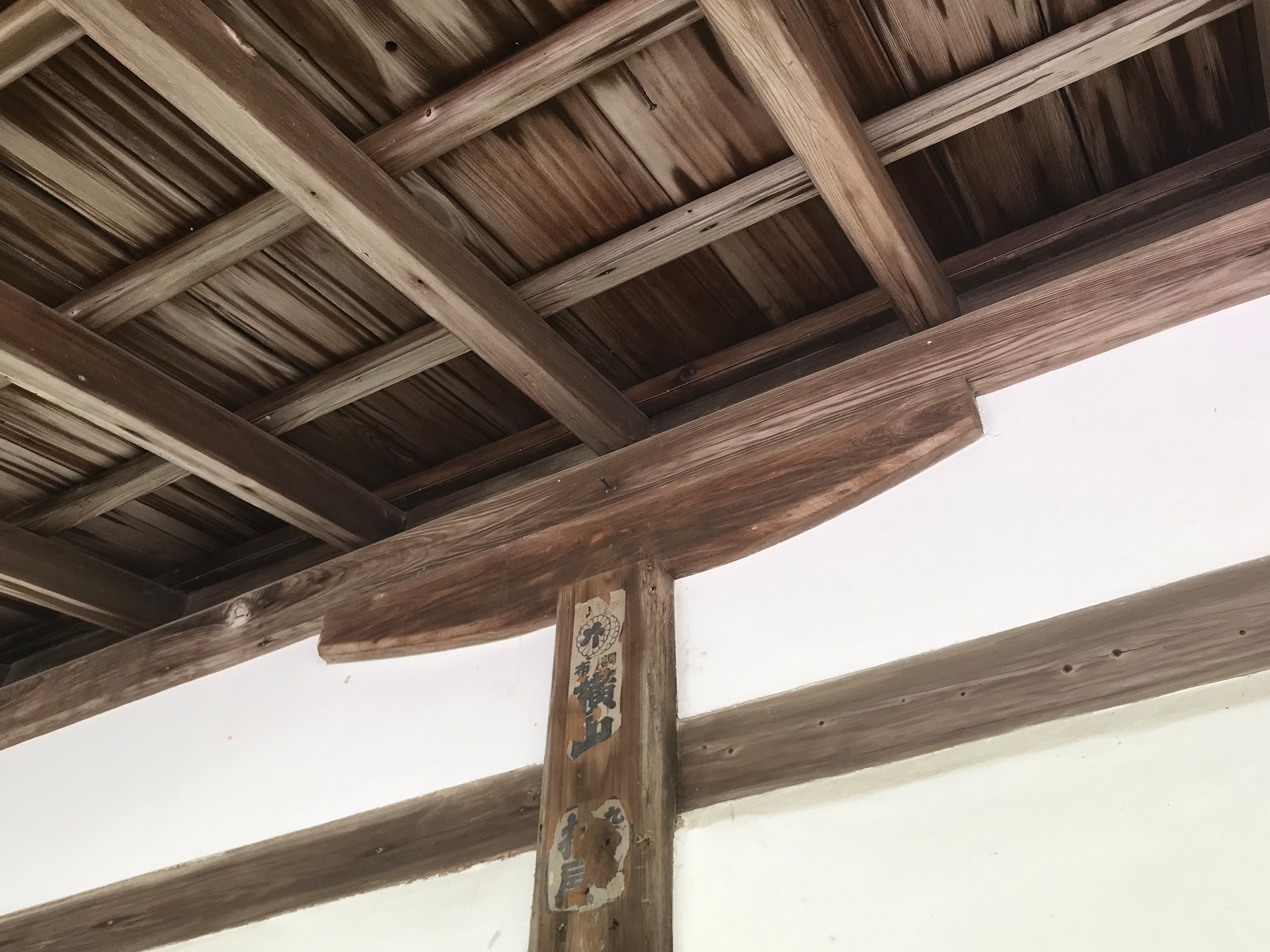
石山寺蓮如堂の舟肘木
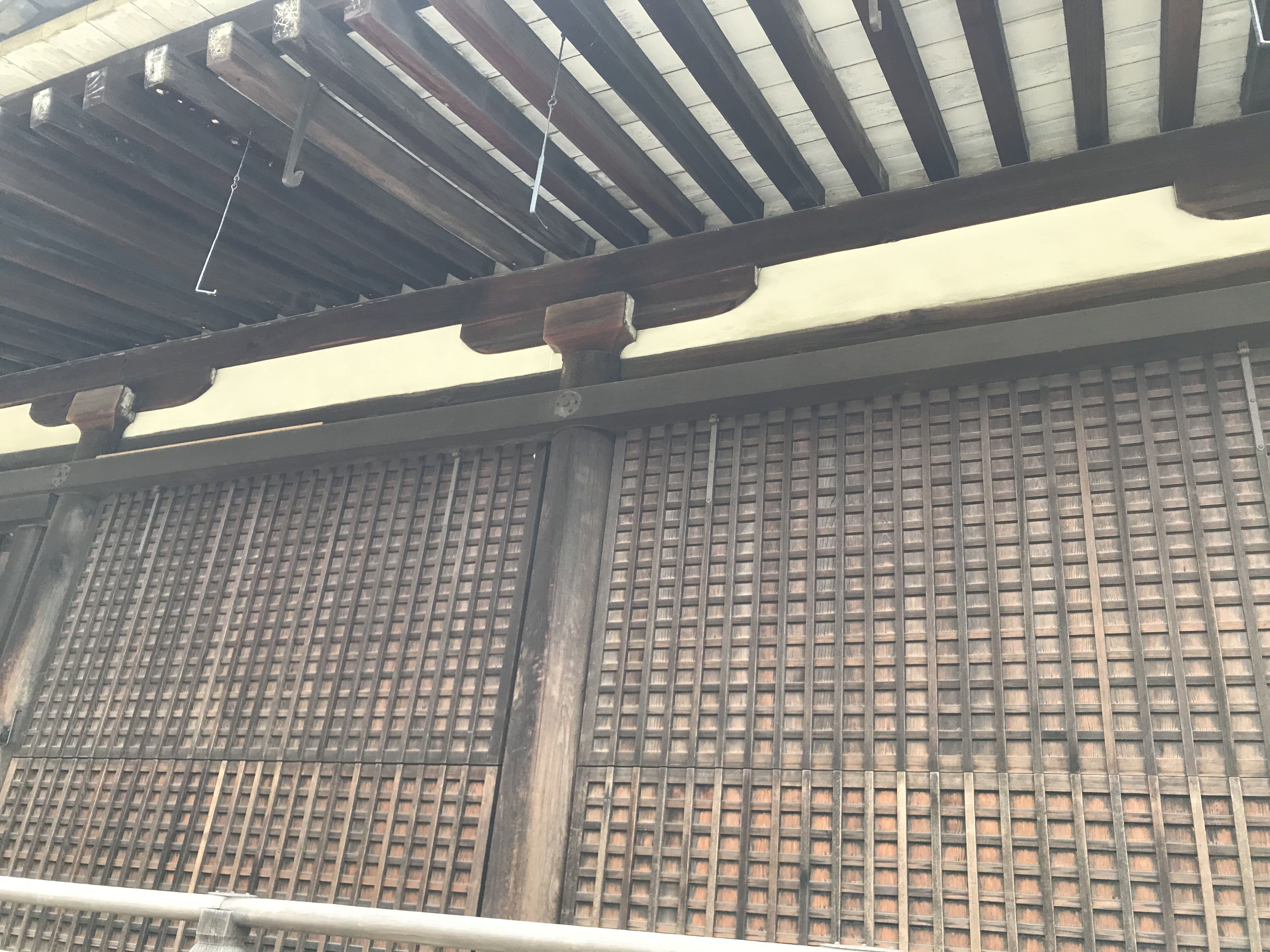
法隆寺三経院の大斗肘木
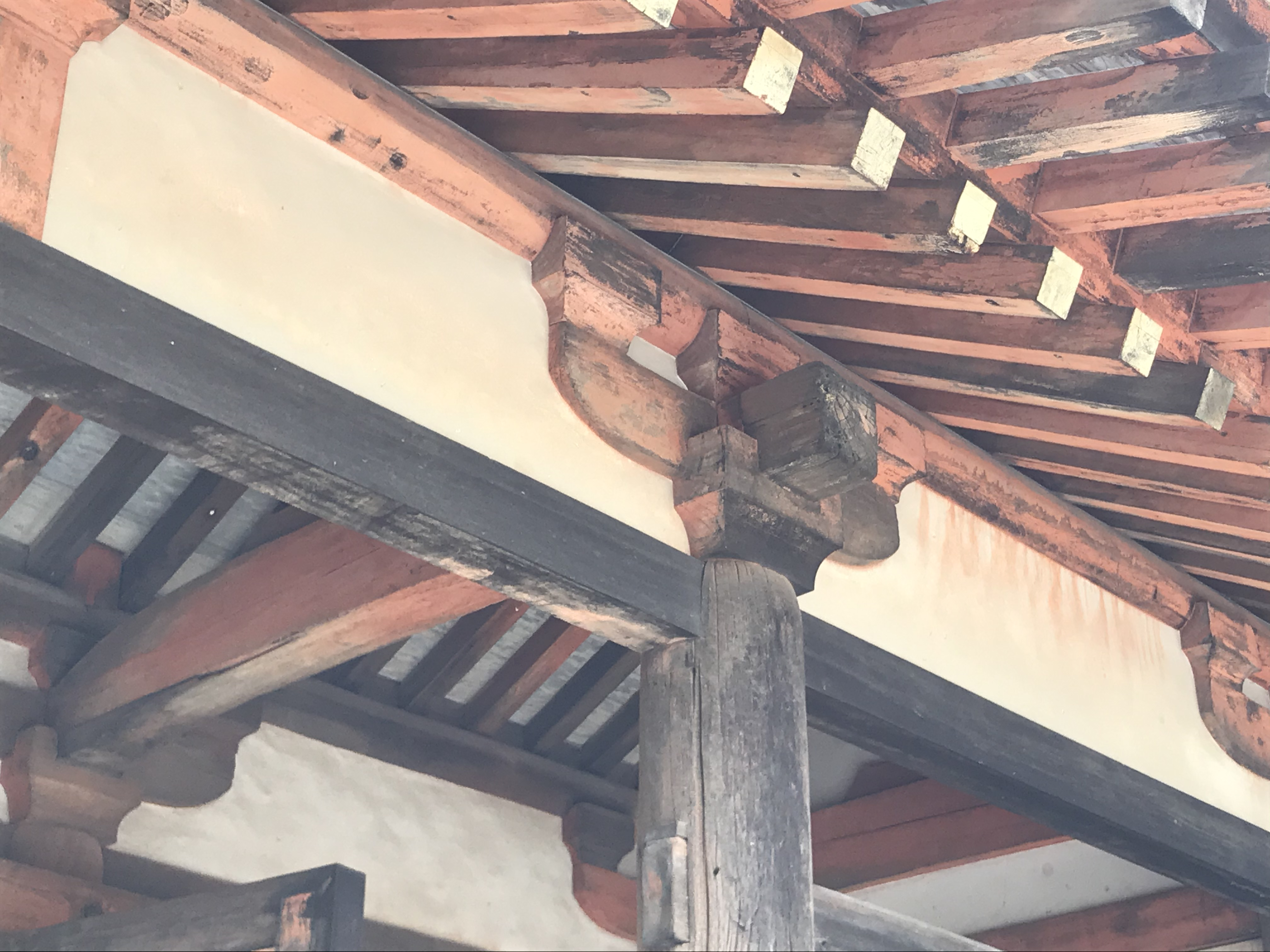
法隆寺東大門の平三斗
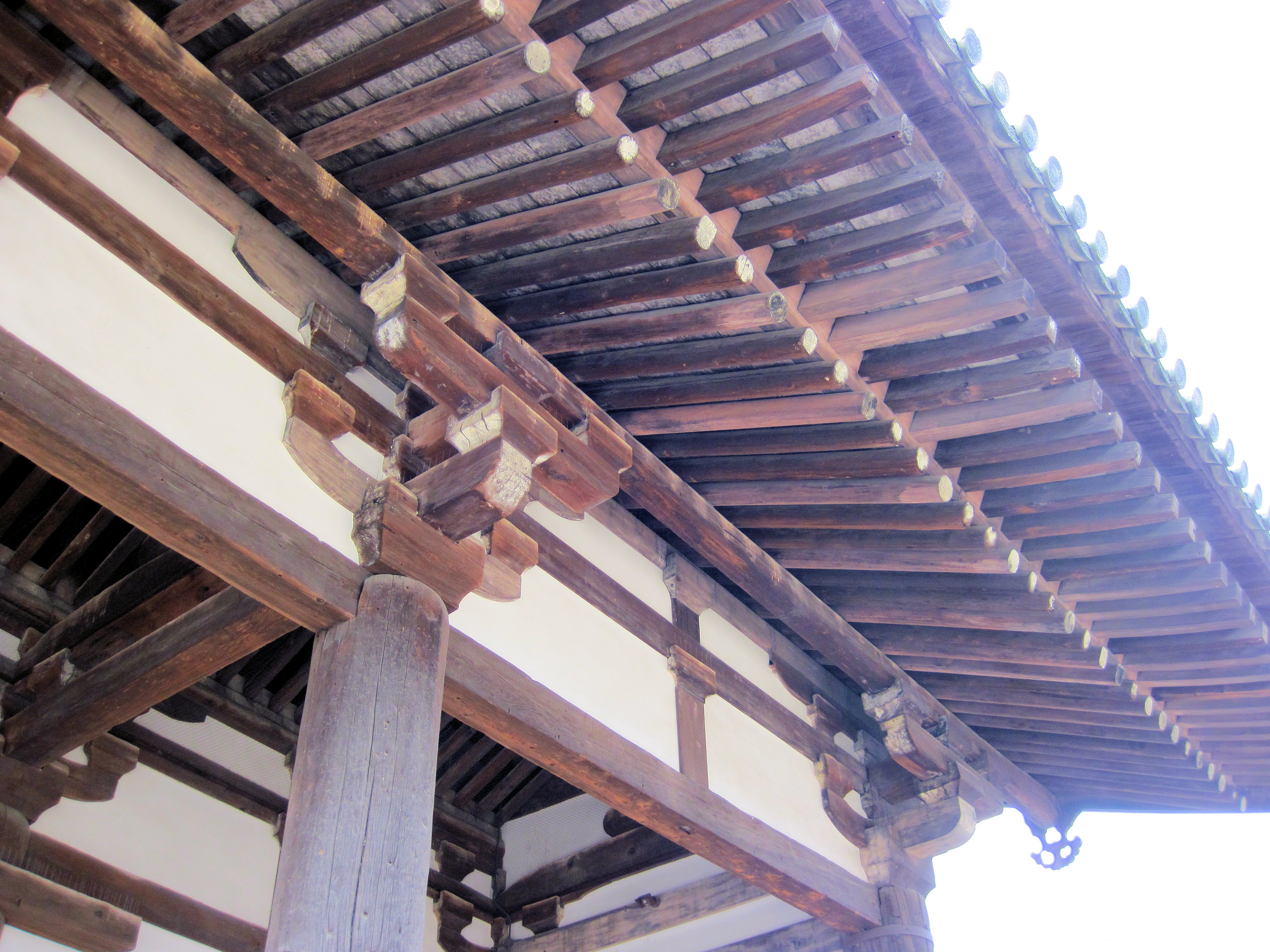
東大寺転害門の出組
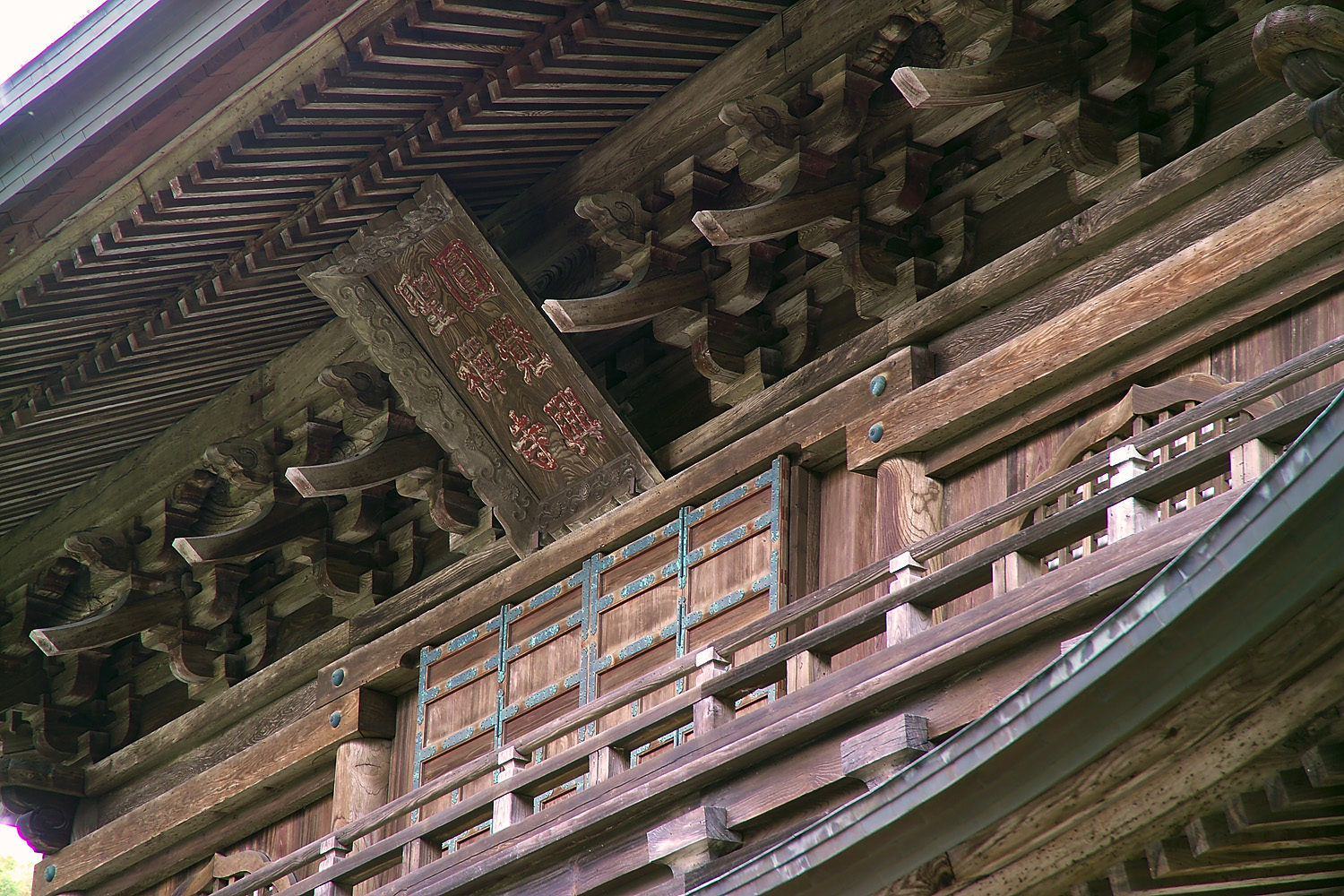
円覚寺三門の二手先
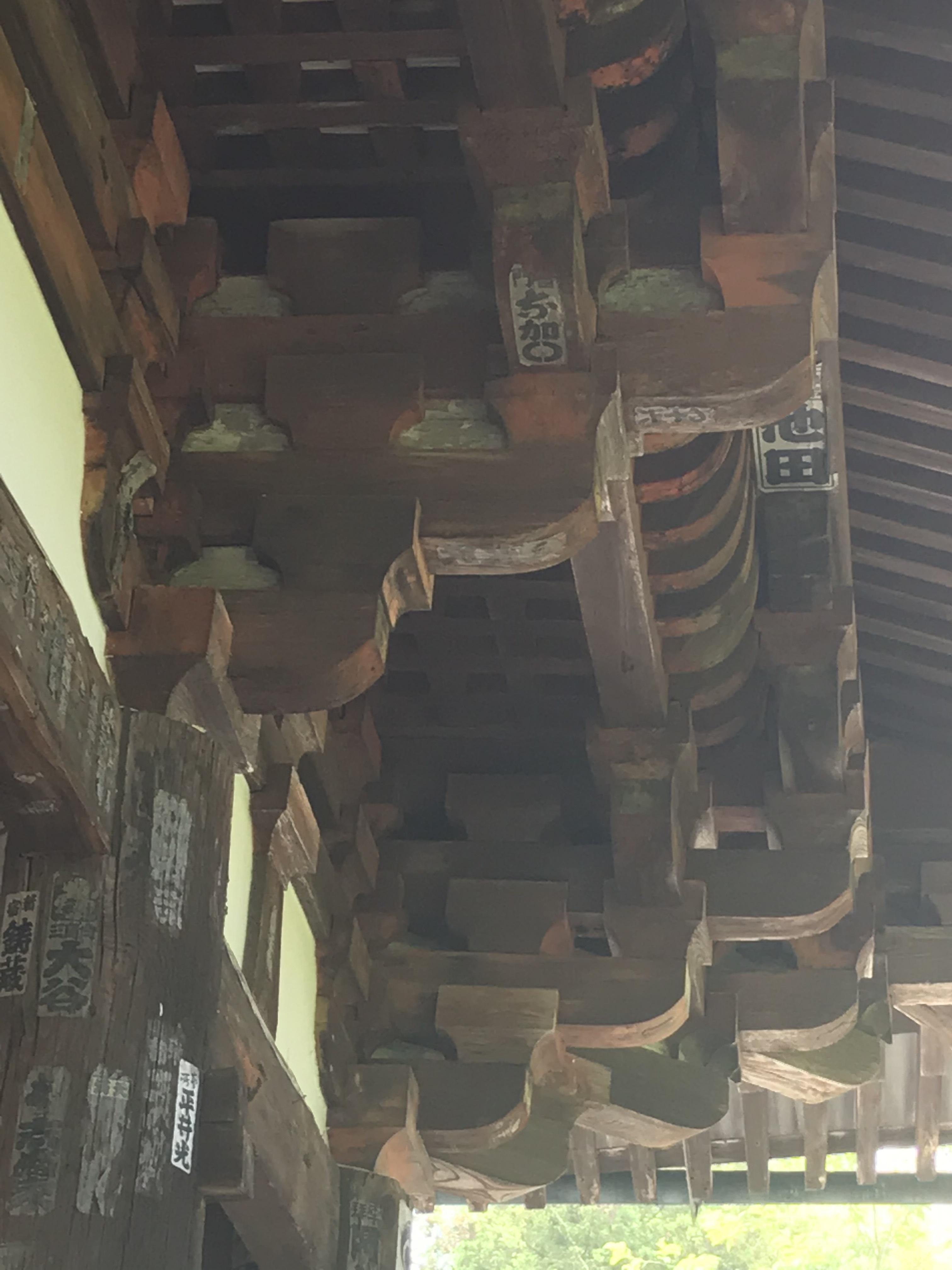
石山寺東大門の三手先 三手先には珍しく尾垂木を用いていない
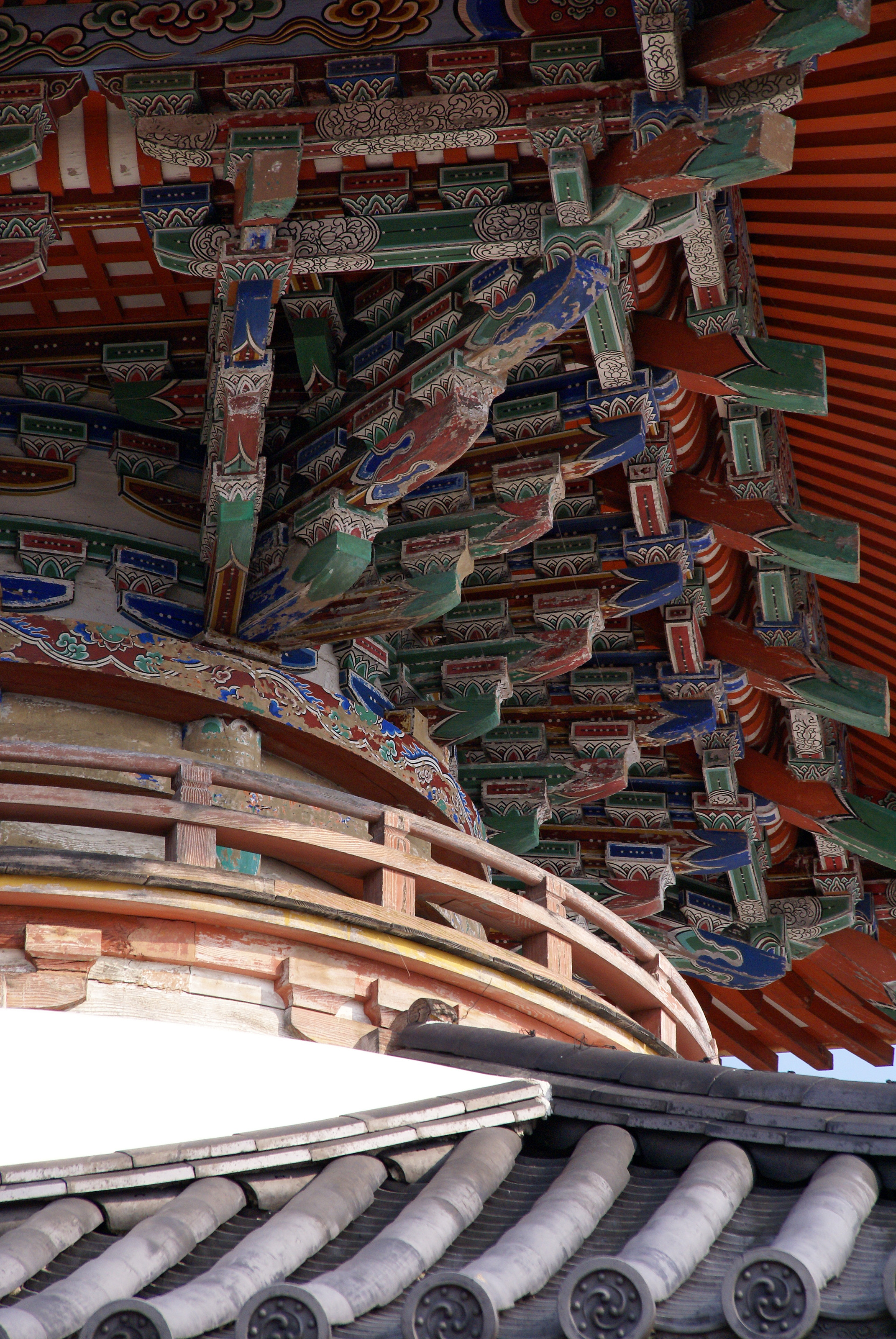
酒見寺多宝塔の四手先

## その他の組物

### 法隆寺の組物
法隆寺などの聖徳太子に所縁のある寺院のみに見られる組物で肘木と斗が一体となる優美な曲線が特徴的な雲肘木(くもひじき)や雲斗(くもと)を用いることが特徴。 飛鳥建築の特徴と考えられるが、現存しない飛鳥時代寺院で用いられたことを示す史料や出土品はない。 特異な形状は堂が瑞雲に覆われる様子を表現したと考えられ、関口欣也は高句麗系百済様式の影響としている。 
隅の組物は隅行方向(45度方向のこと)にしか伸ばさないことも特徴の一つだが、これは一般的な組物と異なり力肘木と壁付通肘木の高さを互い違いにするゆえの納まり上の理由とされる。

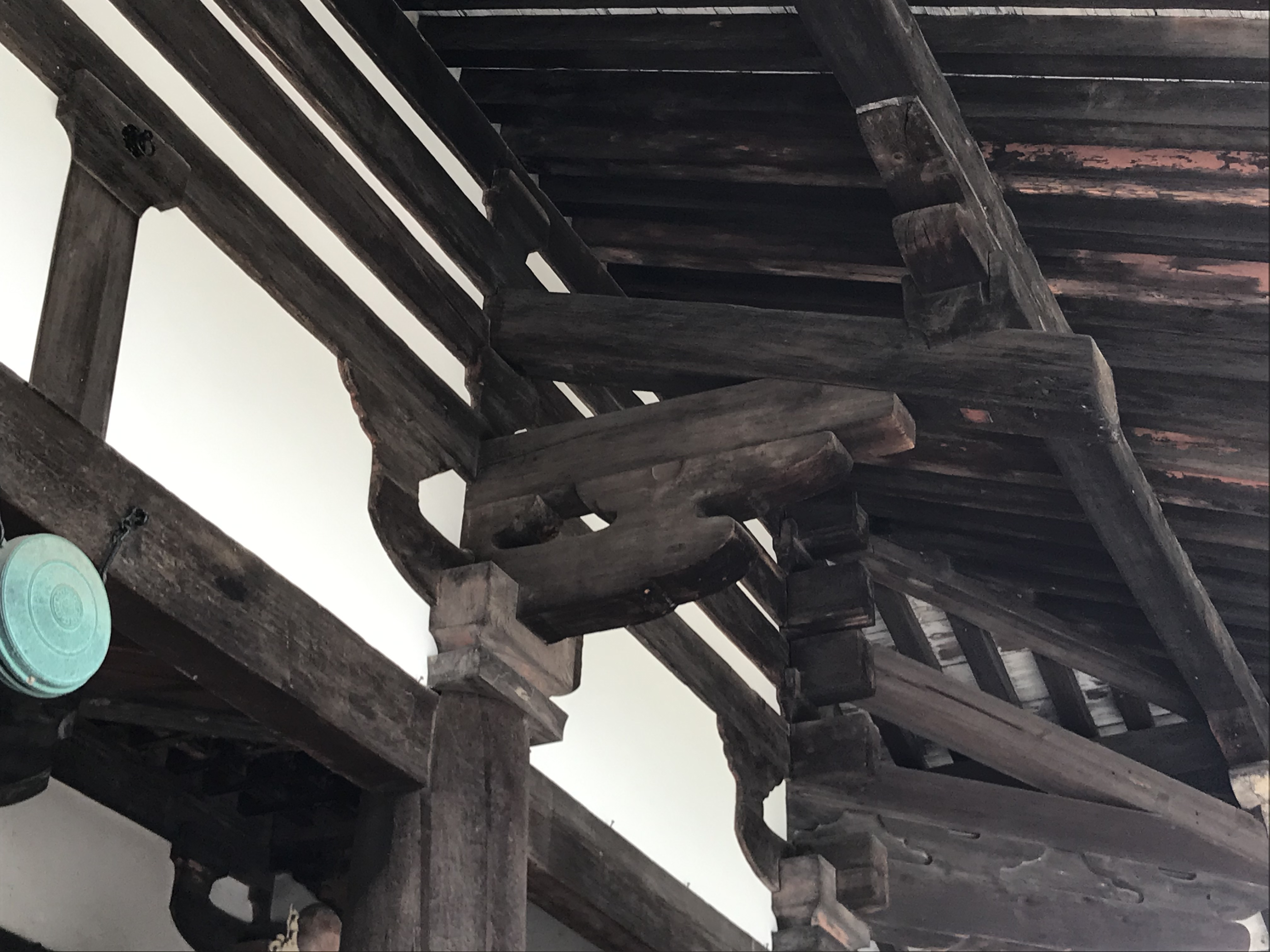
法隆寺中門の雲肘木
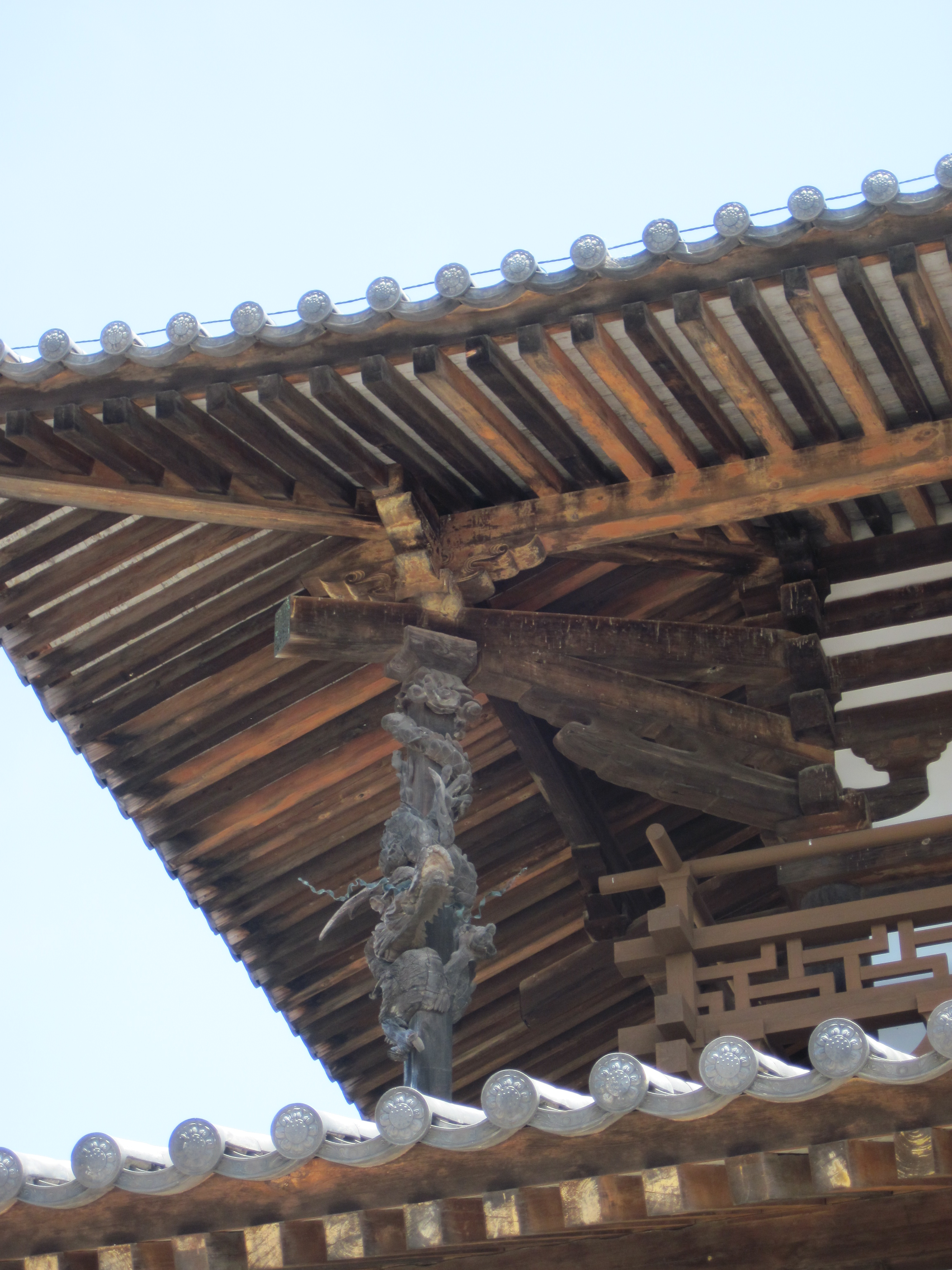
法隆寺金堂の隅行雲肘木　龍をあしらった柱は後世の補強

### 大仏様の組物
東大寺大仏殿などに用いられる組物は、柱頭ではなく柱に開けられた穴に挿し込まれた挿肘木によって伸ばされることが特徴。ゆえに大斗は無く、秤肘木は丸桁を受ける箇所のみであるため直線的な形状となる。 また肘木の木鼻に繰形を施す。力学的に合理的で効率よく大建築を建てられる反面、意匠的には力強い構造を見せる無骨さゆえか純粋な形で広く用いられることはなかったと考えられる。部分的に挿肘木を取り入れた様式は折衷様に分類される。

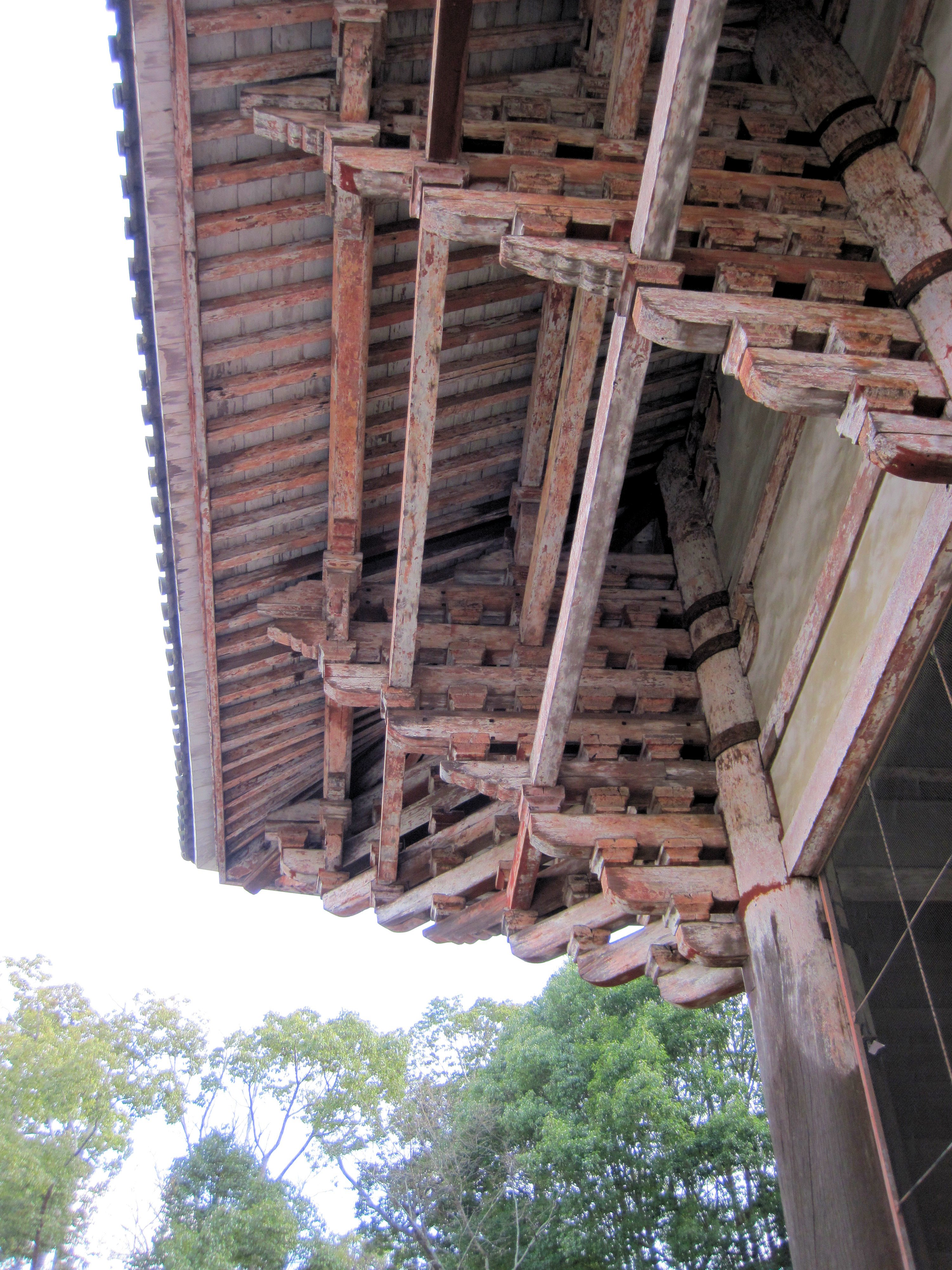
東大寺南大門の六手先の挿肘木
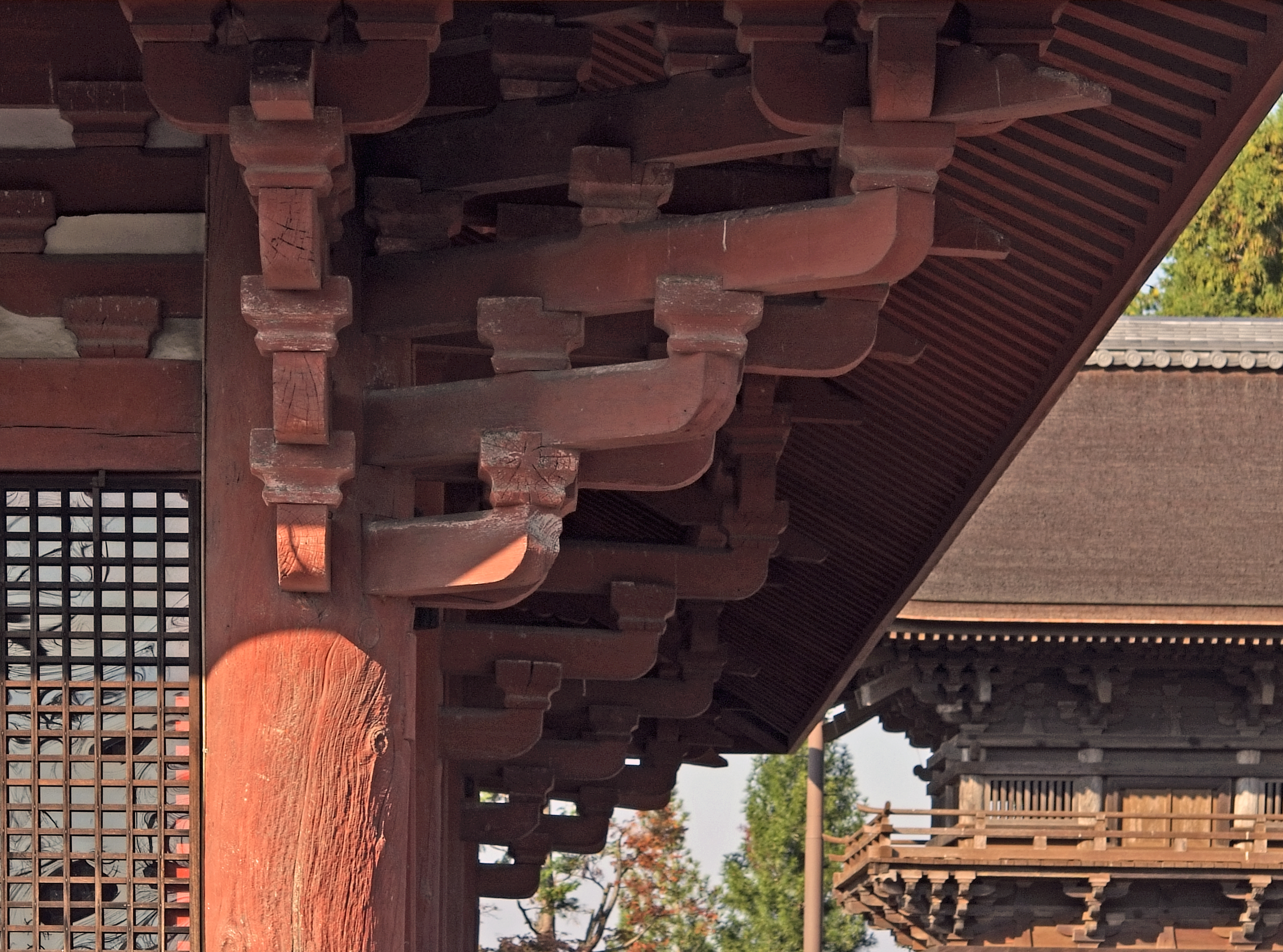
浄土寺浄土堂の三手先の挿肘木
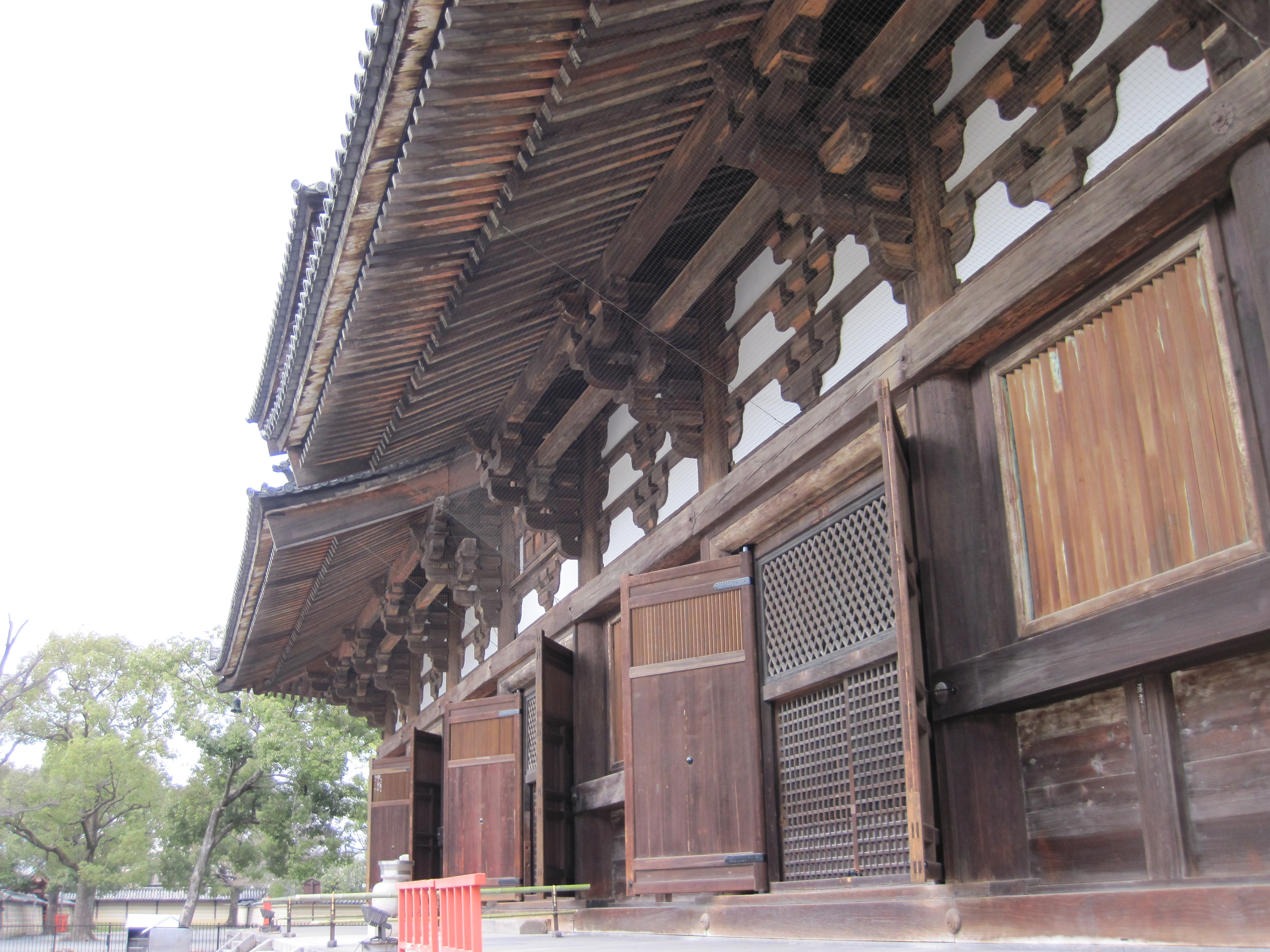
東寺金堂の三手先の挿肘木　和様の特徴である長押と併用されている(折衷様)

### 禅宗様の組物
組物を柱頭のみではなく、柱間の中備にも設ける詰組が特徴。 また禅宗様の三手先は部材の線が細く曲線的で、上段の肘木ほど左右に広がっていく様や、上端に鎬(しのぎ・斜めに削ぐこと)のついた二重尾垂木や、内部からも尾垂木を見せるなど、細部もやや異なる。

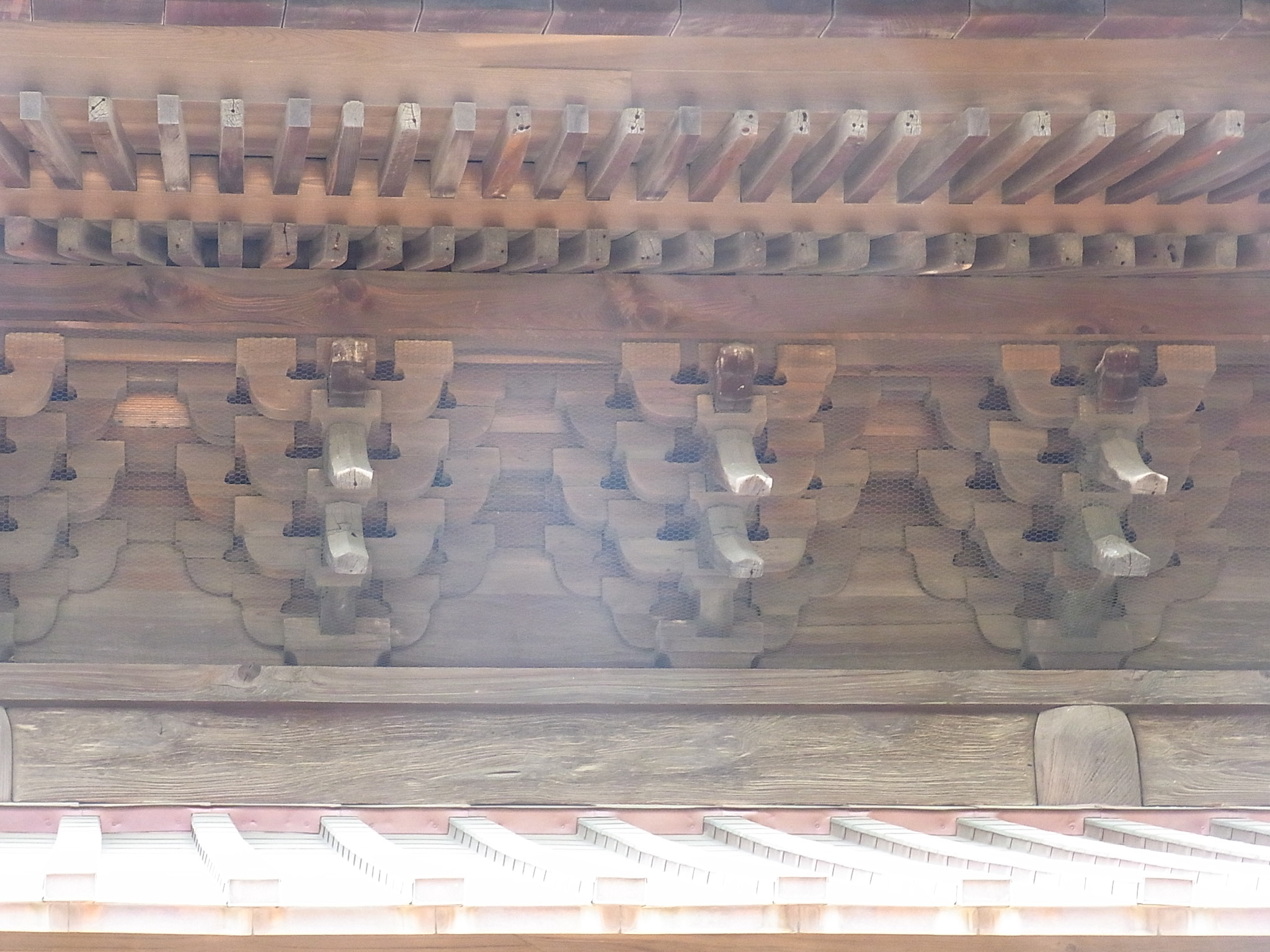
正福寺地蔵堂の三手先詰組
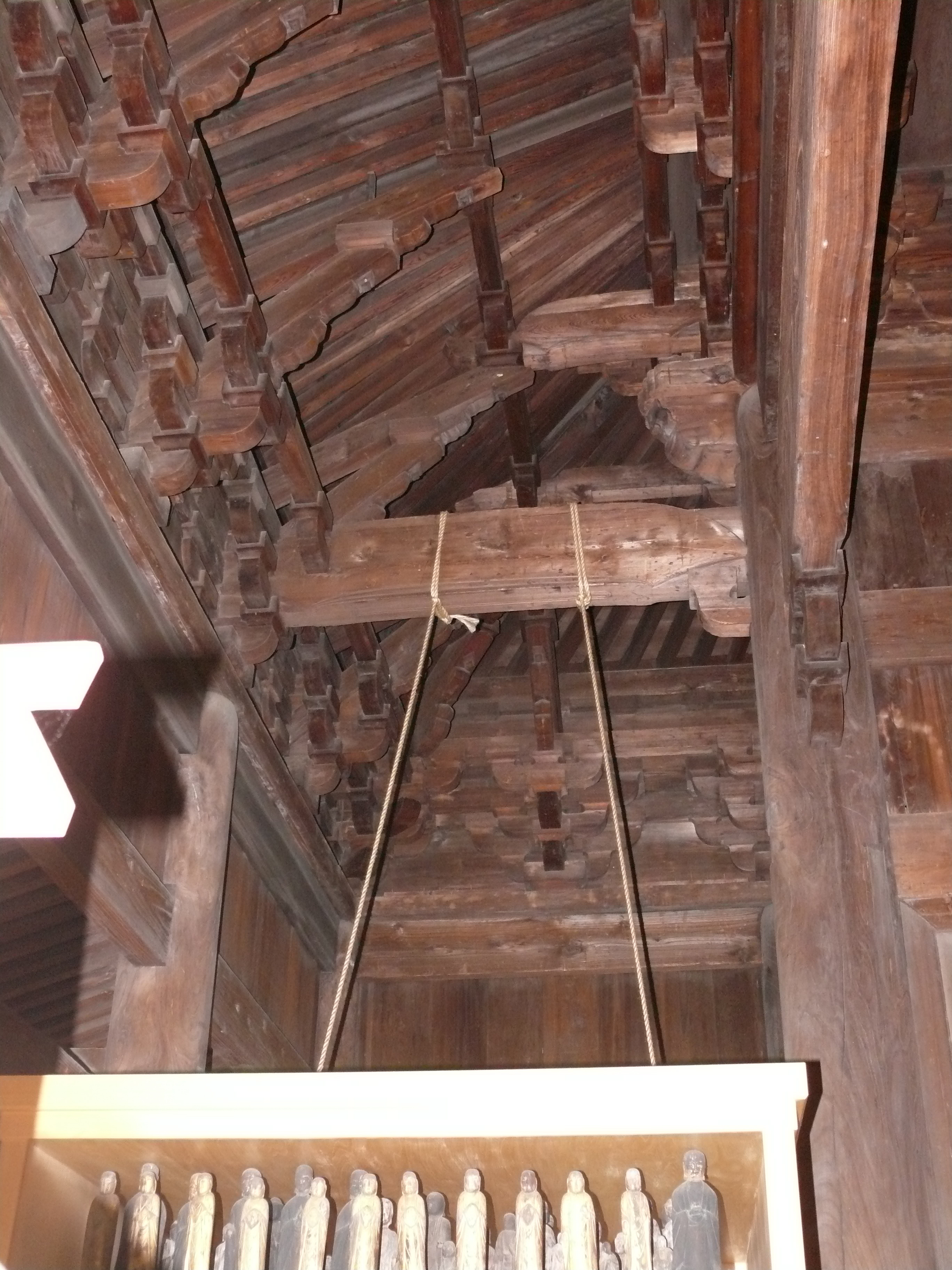
正福寺地蔵堂の内部　天井が無く尾垂木を見せている
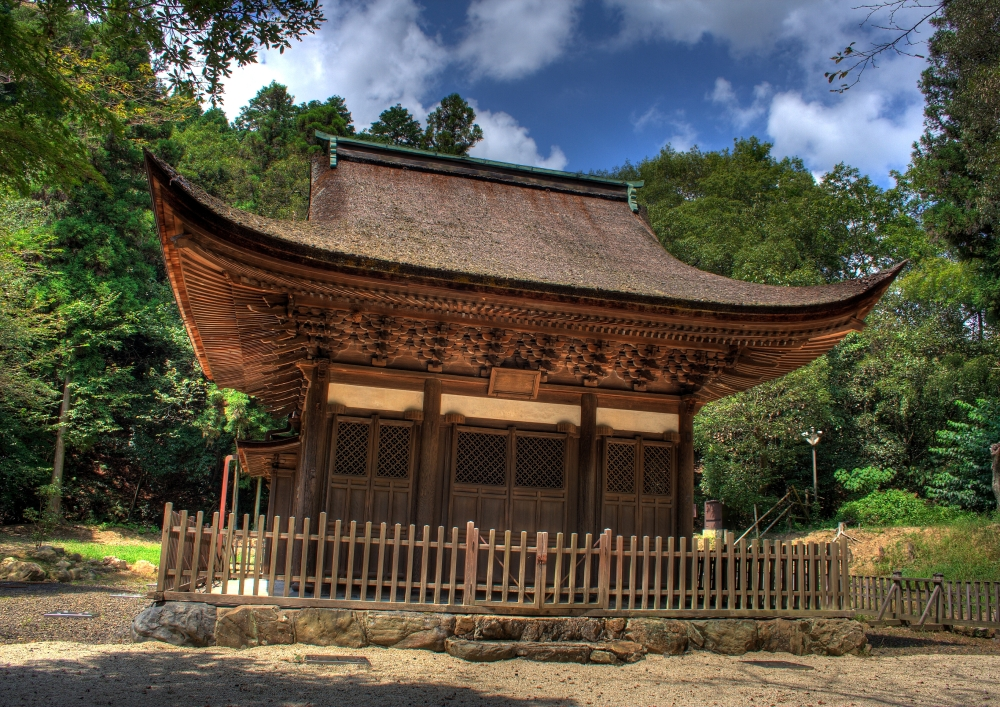
永保寺開山堂の三手先詰組

### 東大寺鐘楼の組物
詰組で、組物は大仏様のように肘木の上に斗が並んでいるように見えるが、実際には大斗と化粧棟木を受ける斗以外に斗はなく、下端を斗形に彫り込んだ肘木を積み重ねているだけである。東大寺鐘楼以外に類例がなく特に名称はないが、東大寺鐘楼修理報告書は斗付肘木と仮称している。 軒先は四手先だが、内部では組物が棟に至るまで積み重なっており総数は14段に及んでいる。
斗付肘木の木鼻は大仏様のものと下方に垂れ下がるような形状のものがあるが、後者は尾垂木を表現したものと考えられ、中国の『仮昴』の影響とみられる。

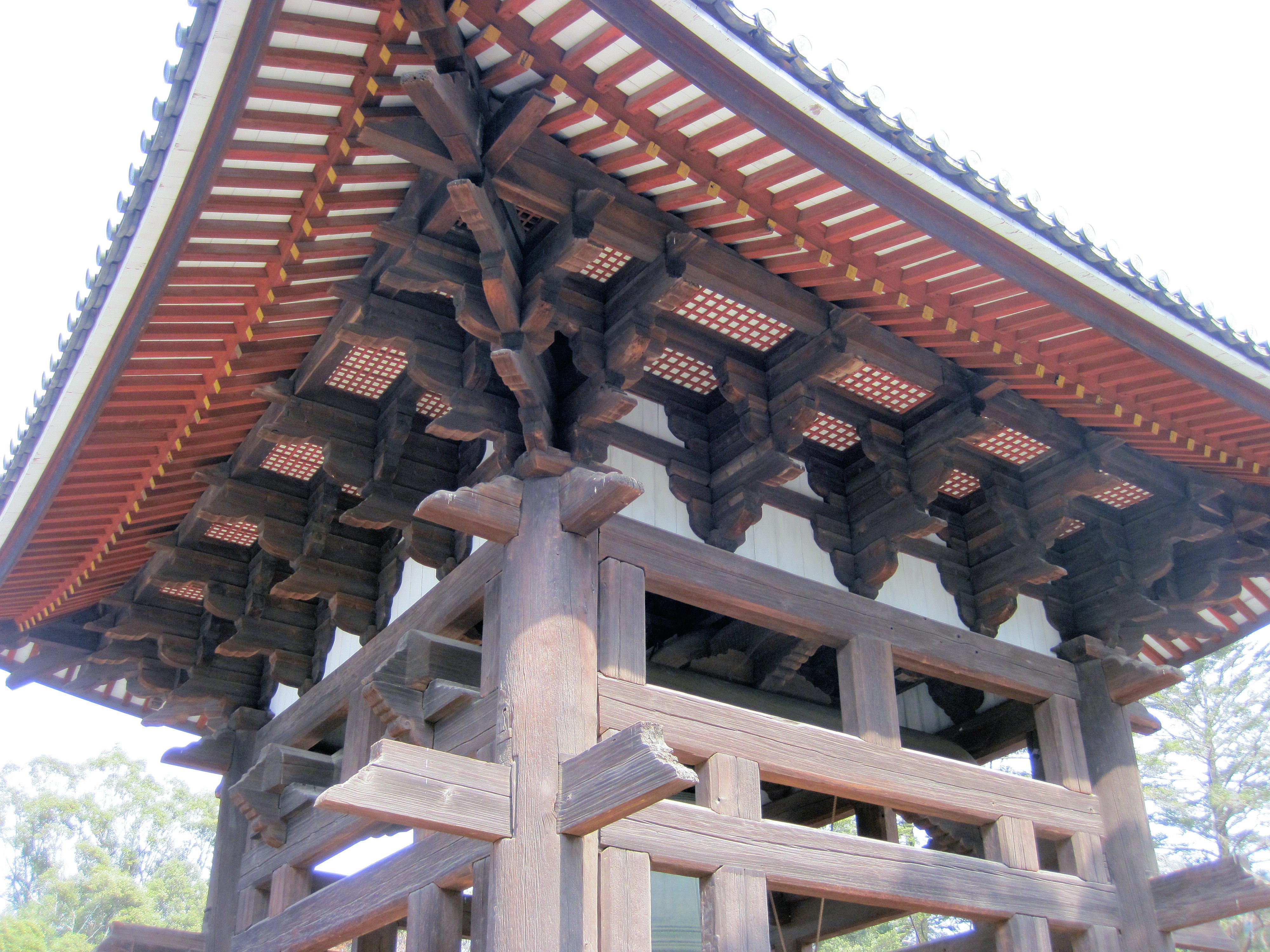
東大寺鐘楼の組物
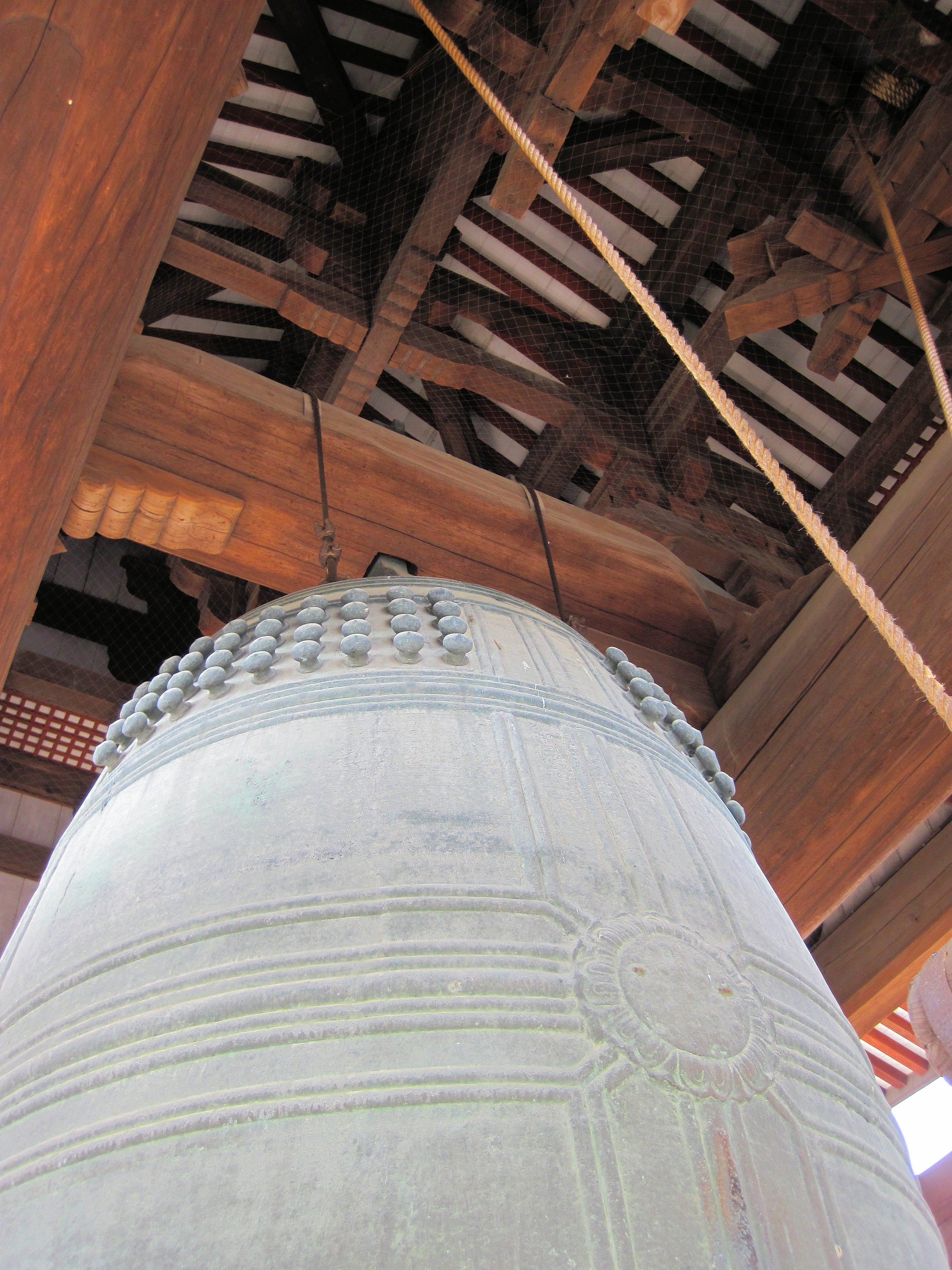
鐘楼内部からの見上げ

### 崇福寺第一峰門の組物
崇福寺の第一峰門の正面と背面のみに見られる組物で、三葉栱(さんようきょう)という。 三葉栱は前方に伸ばす肘木とその両側に斜肘木を出す構造。一手目の斗は通常の肘木に乗るものと斜肘木二本に乗るものが交互に繰り返され、二手目を受ける肘木は斜肘木に乗った斗から伸ばす。以降これを四手目まで繰り返す。 第一峰門は寺伝によると1644年に中国で工作したものを日本に運び込んで組み立てたとされる。 明末期から清初頭ごろの様式と考えられる。

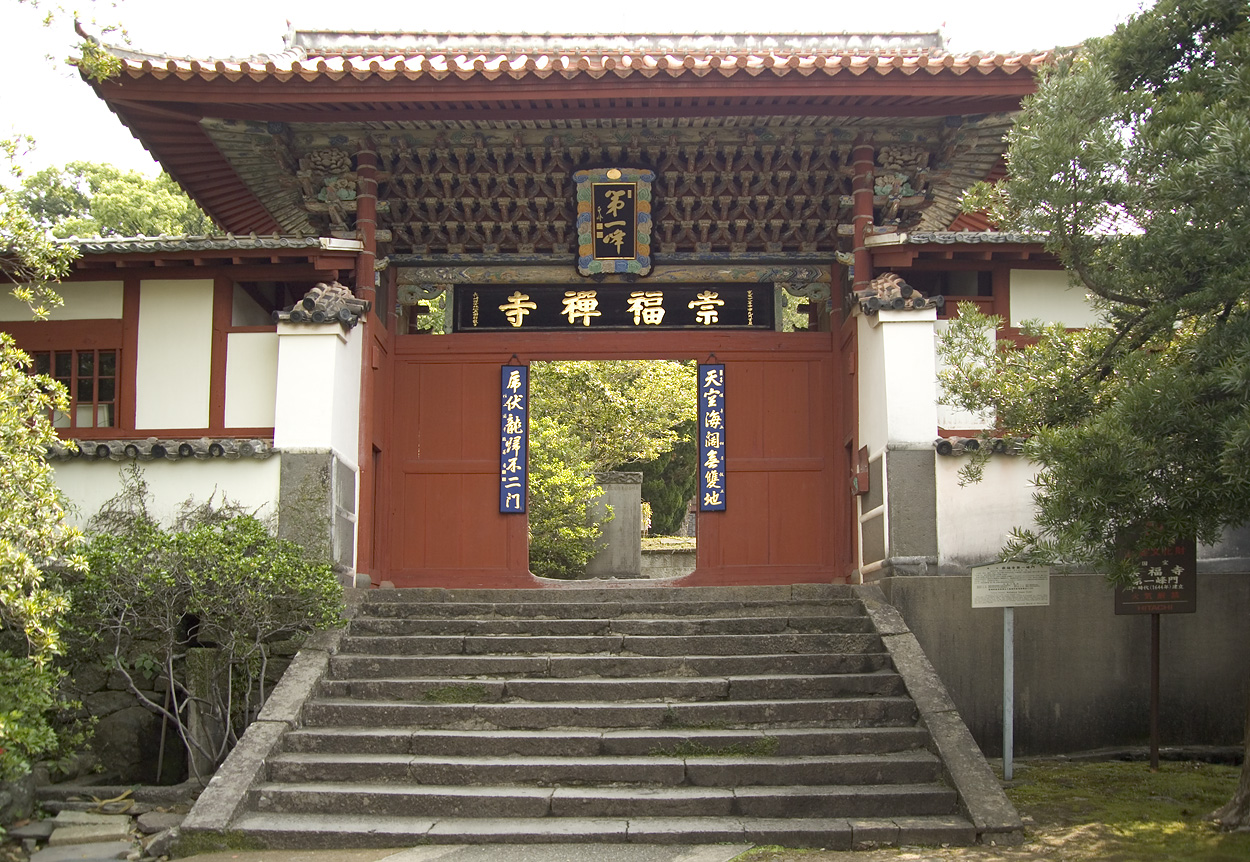
崇福寺第一峰門
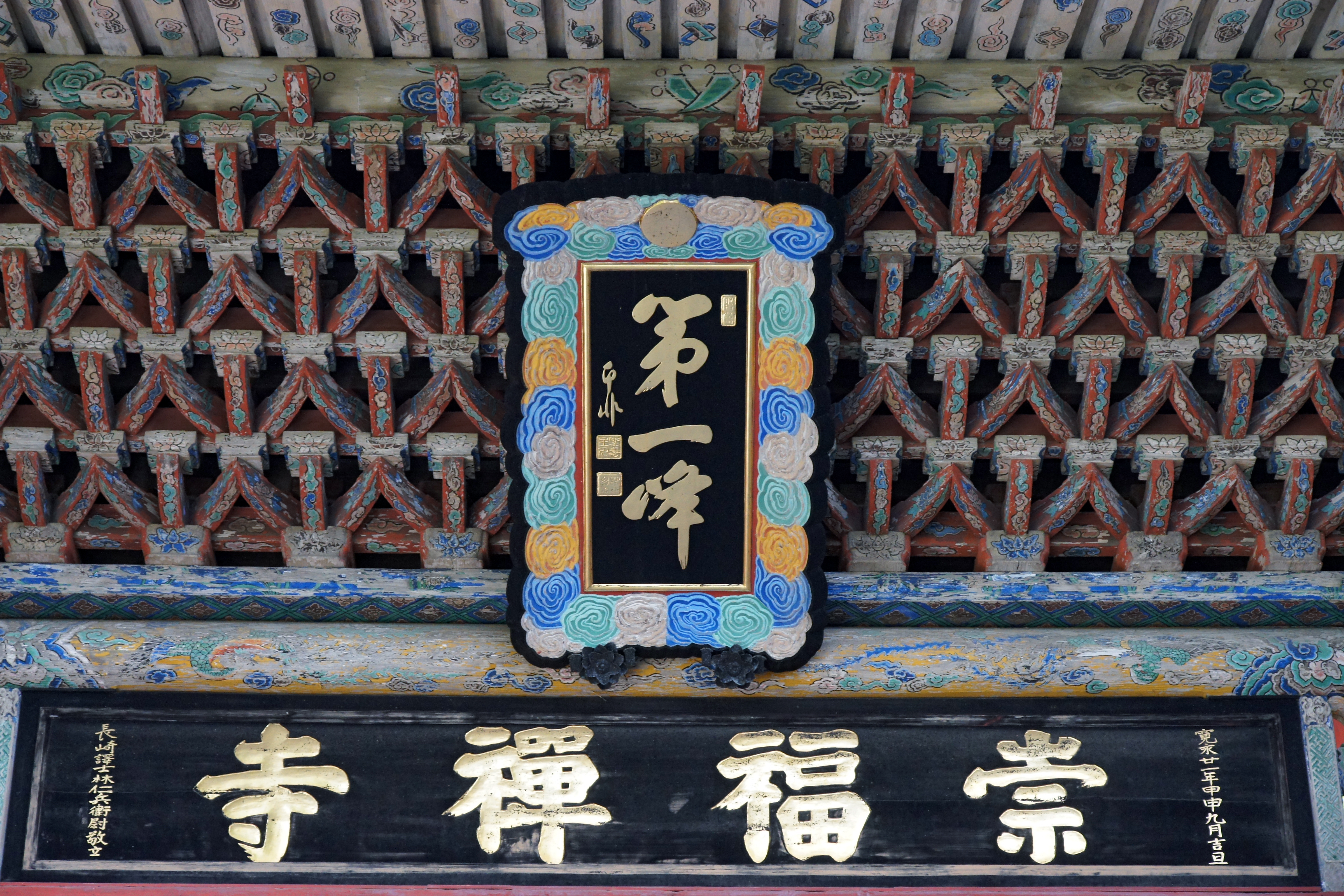
四手先三葉栱の詳細
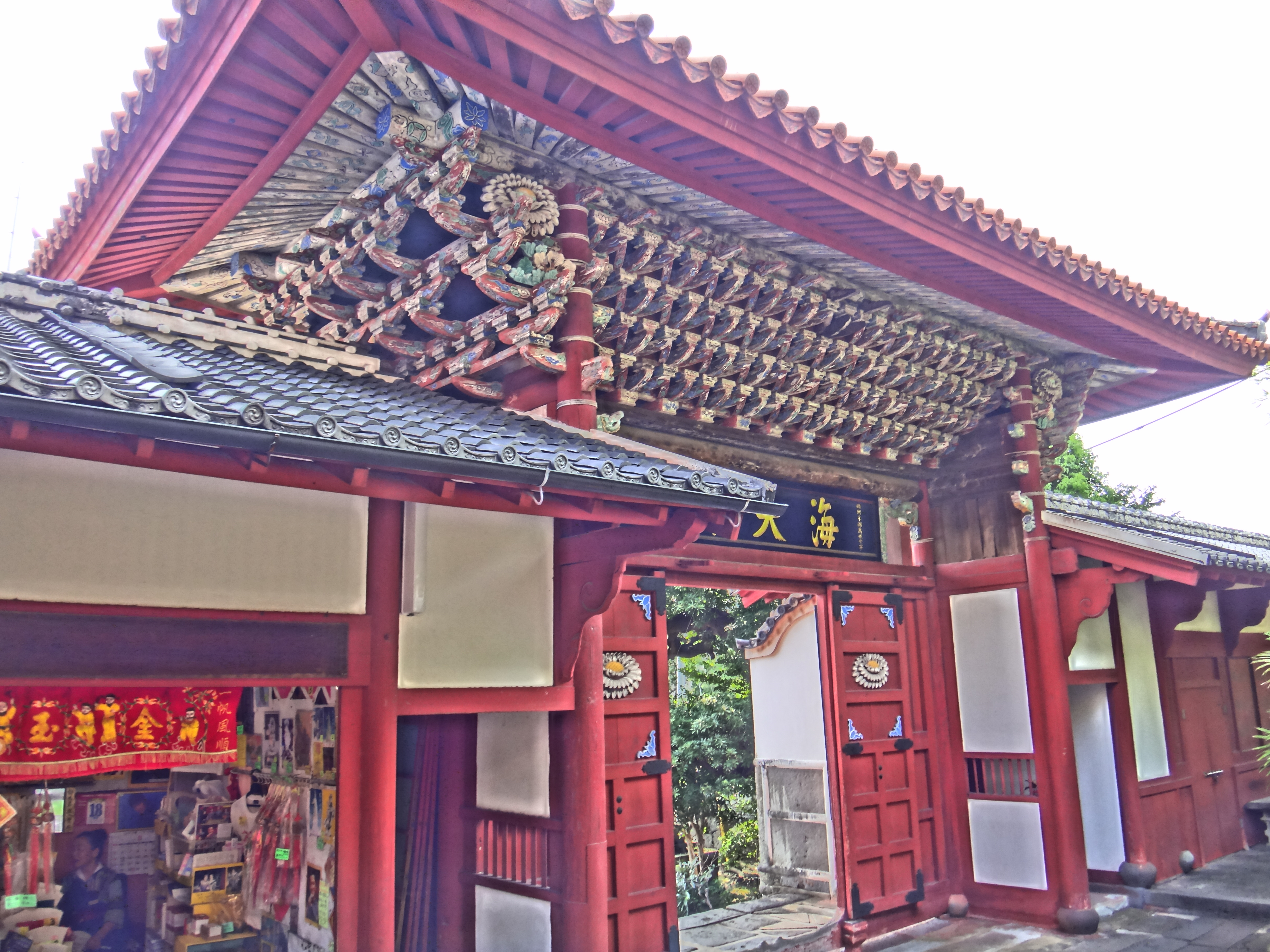
門内からみた第一峰門

### 崇福寺大雄宝殿の組物
崇福寺の大雄宝殿の庇のみで見られる組物で、柱から軒先方向に延びる貫の先端に吊束を挿立てて丸桁を支える構造。 吊束は中国語では垂花柱(すいかちゅう)と呼ばれる。 垂花柱は束の下部に花が彫刻されることに由来するが、崇福寺では擬宝珠形に彫られている。

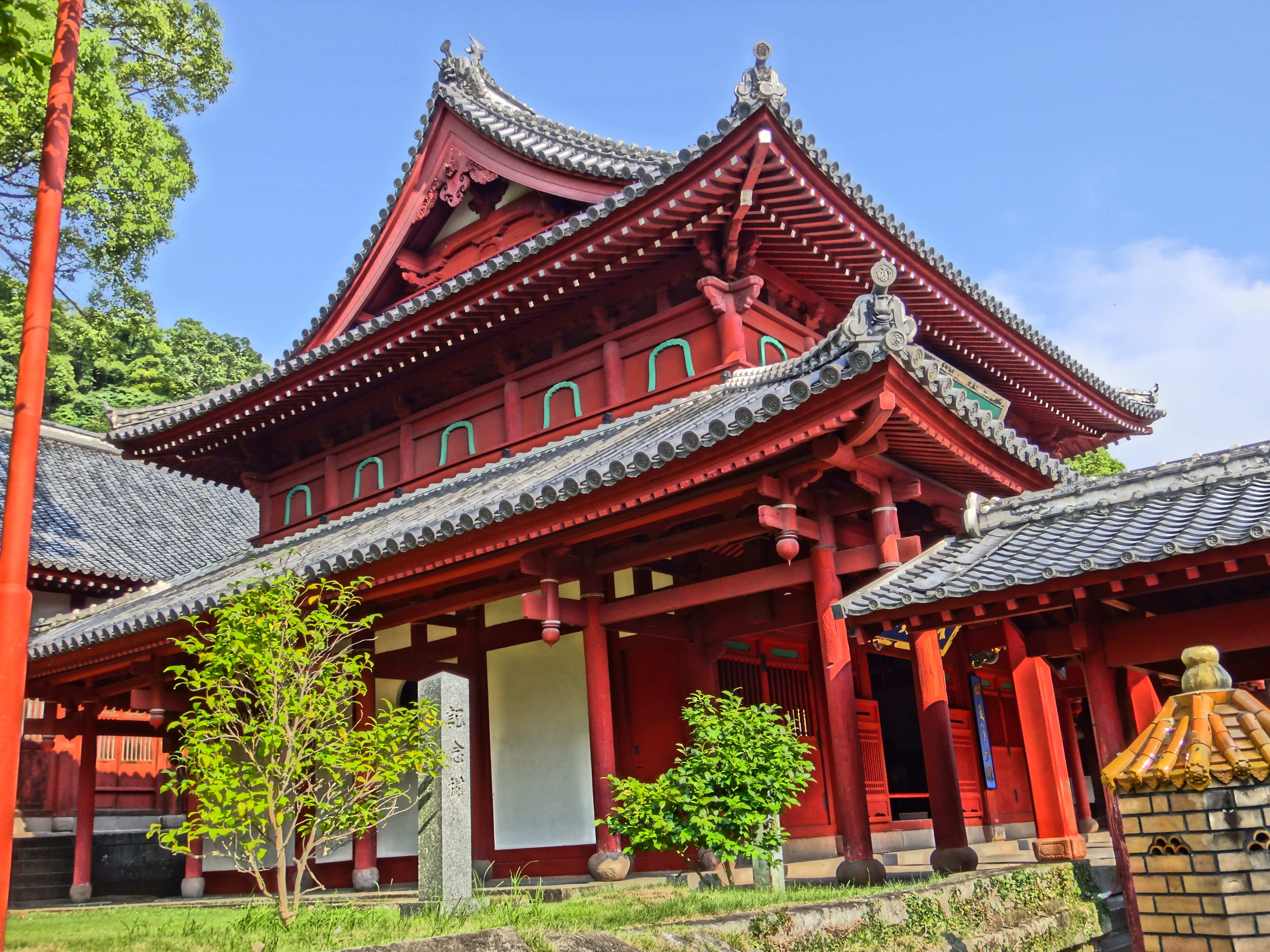
崇福寺大雄宝殿の擬宝珠付垂花柱（初層の庇部分）
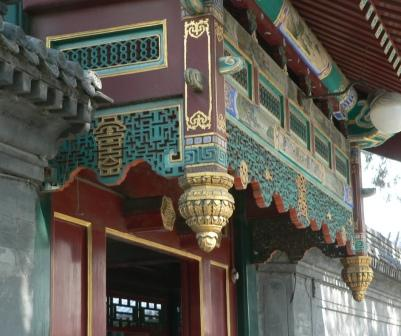
中国の垂花柱（zh:垂花門）

### 連三斗
つれみつと。出組など一般的な組物は屋根を軒先方向に伸ばす役割があるが、連三斗は螻羽(けらば・屋根の妻側)方向に伸ばす組物である。大仏様で見られる手法で13世紀中ごろには他の様式にも用いられるようになる。向拝柱に用いられ、頭貫を伸ばした木鼻の上に斗を乗せ、柱頭から伸ばした肘木を下から支える。

## 歴史

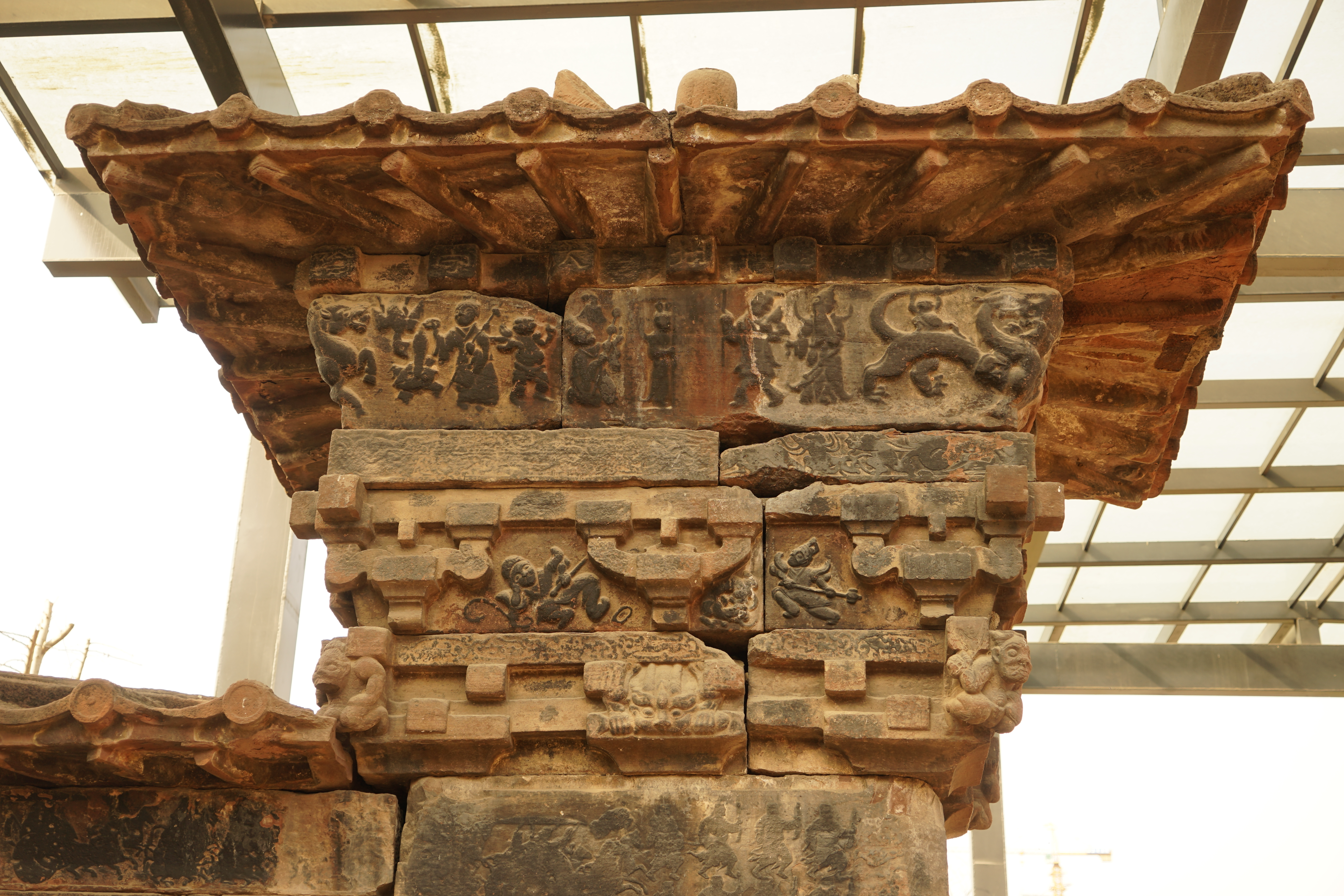
高頤墓闕の詳細

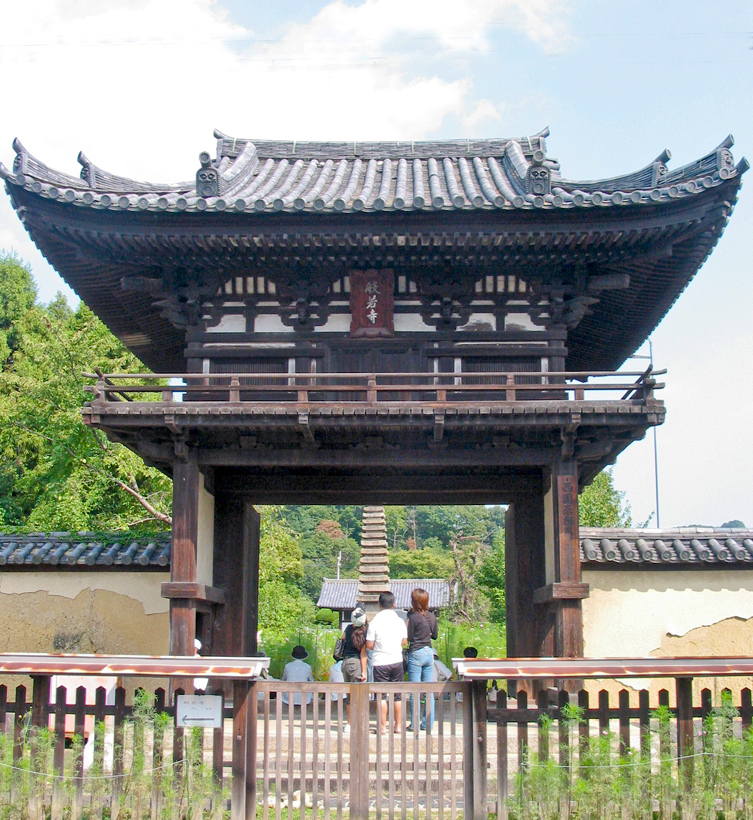
般若寺楼門

青銅器、石窟寺院・壁画などにみられる例によると、既に中国戦国時代には組物の原型と考えられる柱上に横材を受ける緩衝構造が確認できる。また、『爾雅』（漢代初めの書物）には斗にあたる構造体である「閞」に関する記述がある。そして、四川省雅安県にある漢代の高頤墓闕(石造の門柱)では斗と肘木を確認することができる。
日本には飛鳥時代に仏教公伝とともに組物を含む寺院建築の様式が朝鮮半島技術者により伝わり、6世紀末に飛鳥寺（法興寺）が建立されたのが最も早いと考えられる。当時の組物がどのような物か定かではないが、飛鳥寺からの移築と考えられている元興寺極楽坊の禅室には年輪測定の結果582年ごろに伐採されたと考えられる木材で作られた巻斗が現存保管されており、飛鳥寺創建当初の遺構である可能性があるとされる。7世紀半ばに建てられた山田寺には出土した組物部材により二手先か三手先が使われていた可能性が指摘されている。
奈良時代になると組物を含む構造が進化し和様と呼ばれる建築様式の原型が完成する。組物の変化としては、薬師寺東塔以前では柱の上部で通肘木を重ねて固めた上で肘木と尾垂木を伸ばしていたが、唐招提寺金堂以降は組物の手先にも通肘木を入れて水平構面を安定させた上に尾垂木を乗せるようになった。こうした変化が生じたのには唐から新たな技術が伝わった可能性が考えられる。
平安時代後期に至ると出組が普及し、以前の「桁は秤肘木で受ける」という古代建築のルールが崩れていく。さらに鎌倉時代に至ると出三斗が出現し、桁と梁を同じ高さで受けるようになる。出三斗の出現が枝割という日本独自の設計手法を生んだと考えられる。
また、平安時代末期から鎌倉時代には中国(宋)から新たに挿肘木を用いる大仏様と詰組を用いる禅宗様という2つの建築様式が伝わった。
一方で、平安時代以降は屋根裏に桔木(はねぎ)という軒先を支える部材を新たに入れるようになり、組物の構造的な役割は薄まっていく。 古代の組物は内部構造の外部への表出でもあったが、内部構造と一致しない組物が現れるようになる。 最も早い例は平安時代初期の室生寺金堂で、外周に同じ組物を使うという原則を守るため、言わば見栄えを重視したためと考えられる。 その極致ともいえるのが般若寺楼門である。この楼門には大仏様木鼻が映える美しい出組が用いられているが、この組物は壁面にいわば貼り付けられたようなもので(桁は柱が直接支え、軒先は桔木が支える)装飾的な意味しかない。このような変化は日本独自といえる。

## 中備（なかぞなえ）
和様建築の疎組において柱上に位置する組物と組物の中間にあり、上からの荷重を下の横架材に伝える部材。その形状によりいくつかの種類がある。
- 間斗束（けんとづか）- 斗を乗せた束。
- 撥束（ばちづか）- 間斗束に似るが、束が末広がりなっているもの。
- 蓑束（みのづか）- 間斗束の上部に唐草や渦の彫刻が施されているもの。 鎌倉時代に発生した[24]。
- 蟇股・蛙股（かえるまた）- カエルが両脚を広げたような形状をしているもの。 奈良時代以降に用いられる。 厚板で出来ている板蟇股と中央を空洞とした本蟇股があり、本蟇股には時に絢爛な彫刻が施され、それ自体が鑑賞の対象となることもある[25]。
- 双斗（そうと・ふたつと）- 斗の上に短い肘木を乗せ、それに巻斗を二つのせたもの[26]。
- 花肘木（はなひじき）- 複雑な曲線で意匠化した双斗[27]。
- 大瓶束（たいへいづか）- 瓶のような丸い束。
- 人字形割束（ひとじがたわりづか）- 八の字の形をした割束[28]。法隆寺などに見られる。

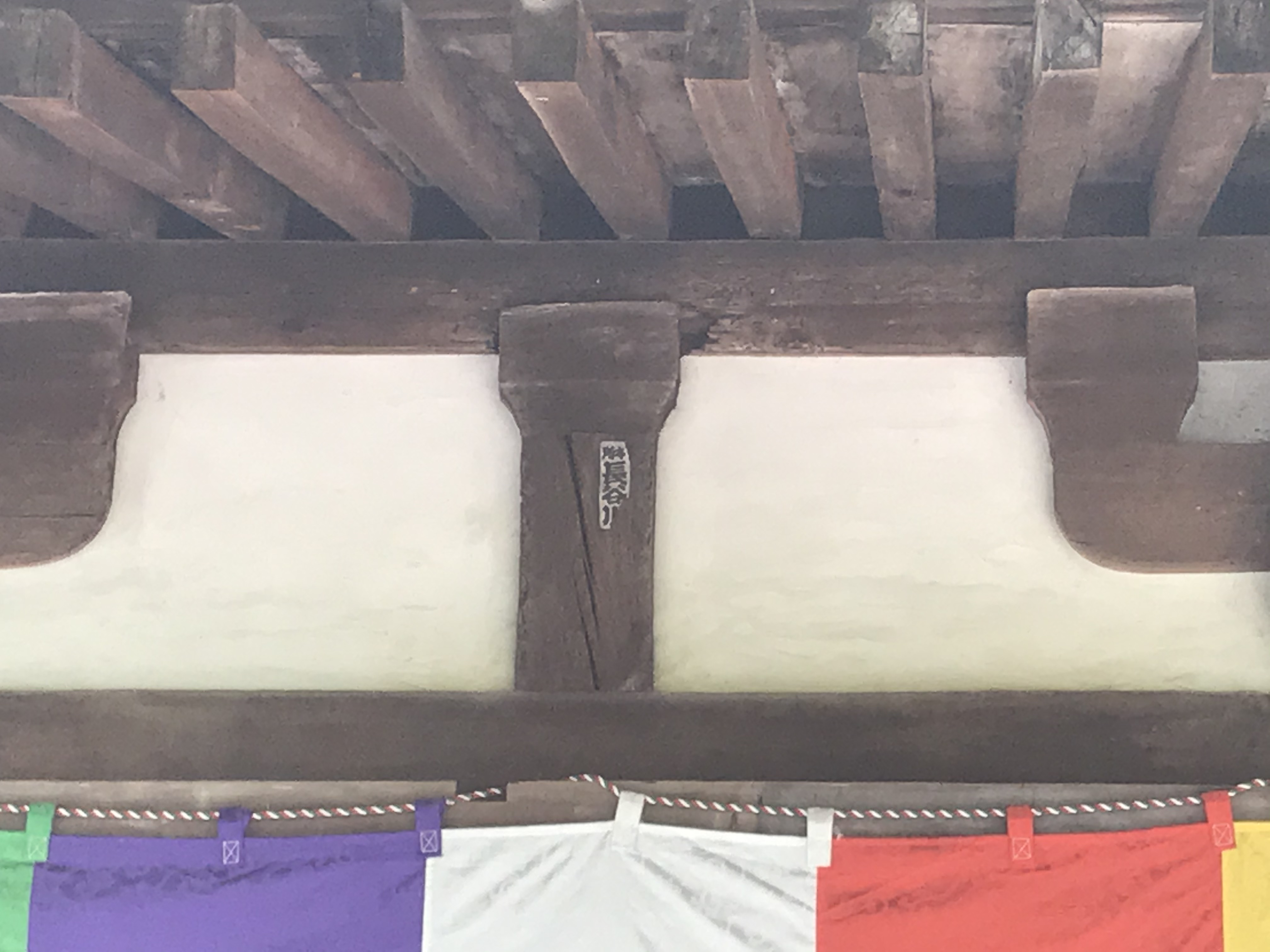
間斗束 石山寺本堂
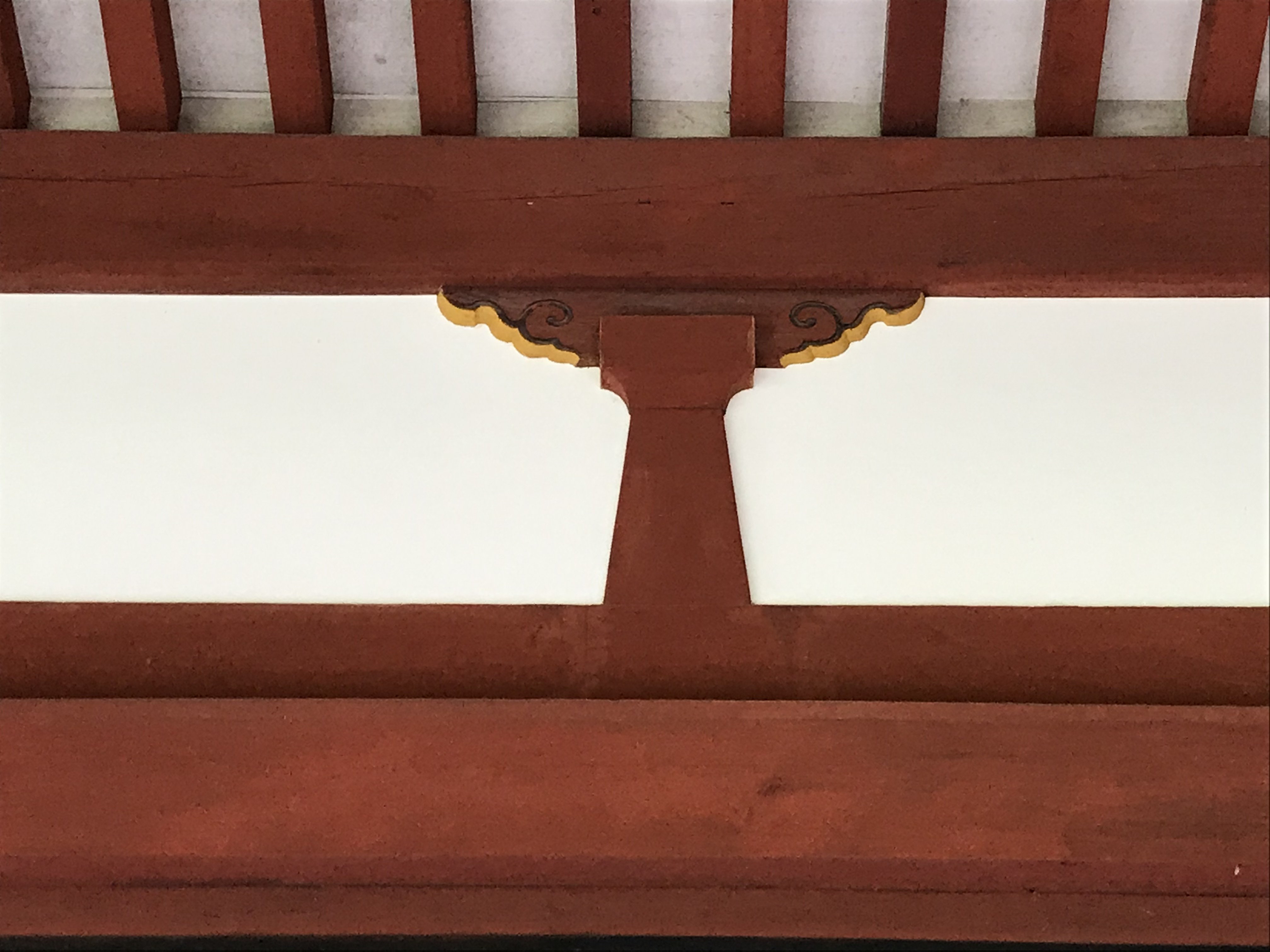
撥束 東大寺回廊
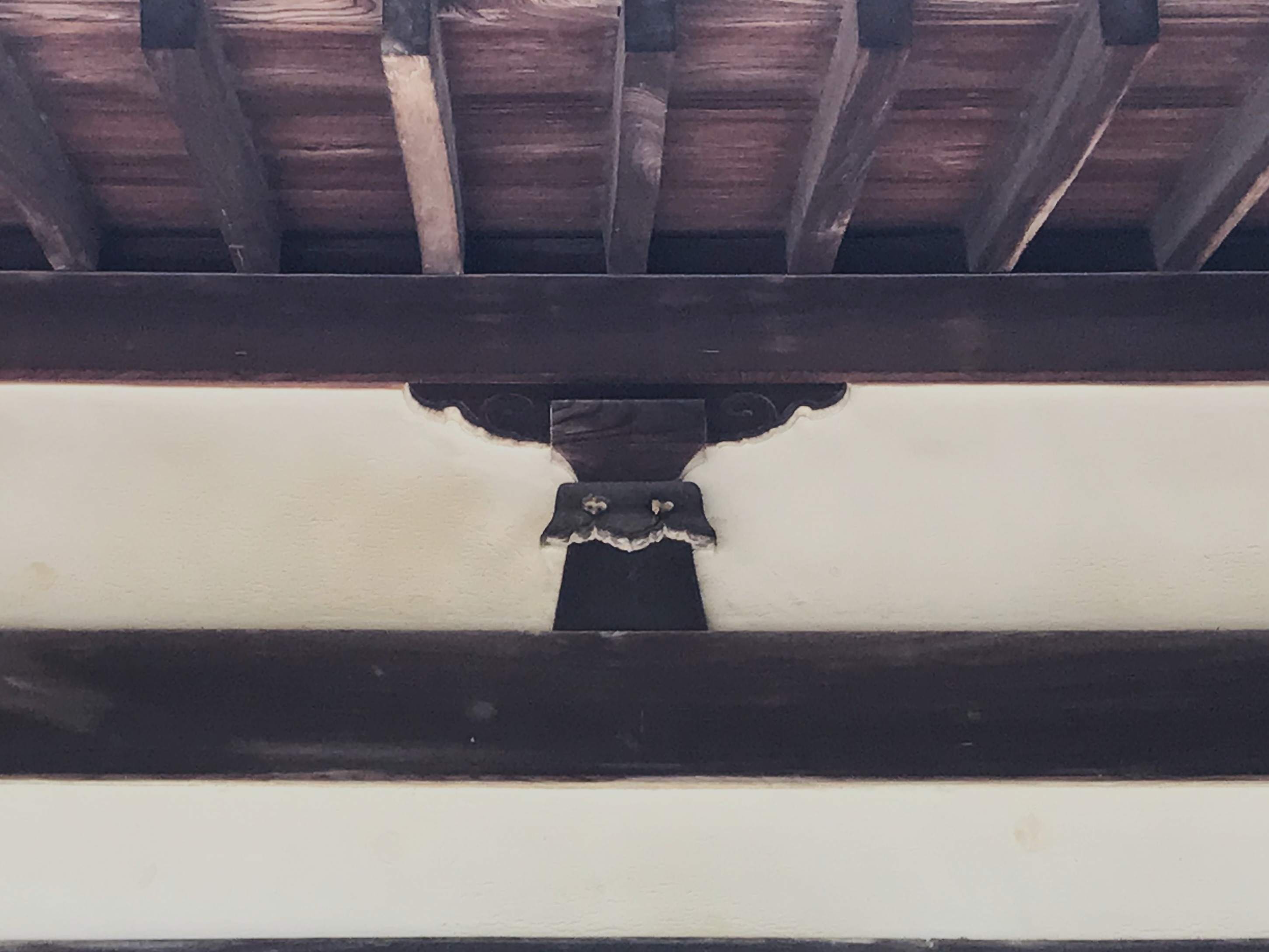
蓑束 東大寺俊乗堂
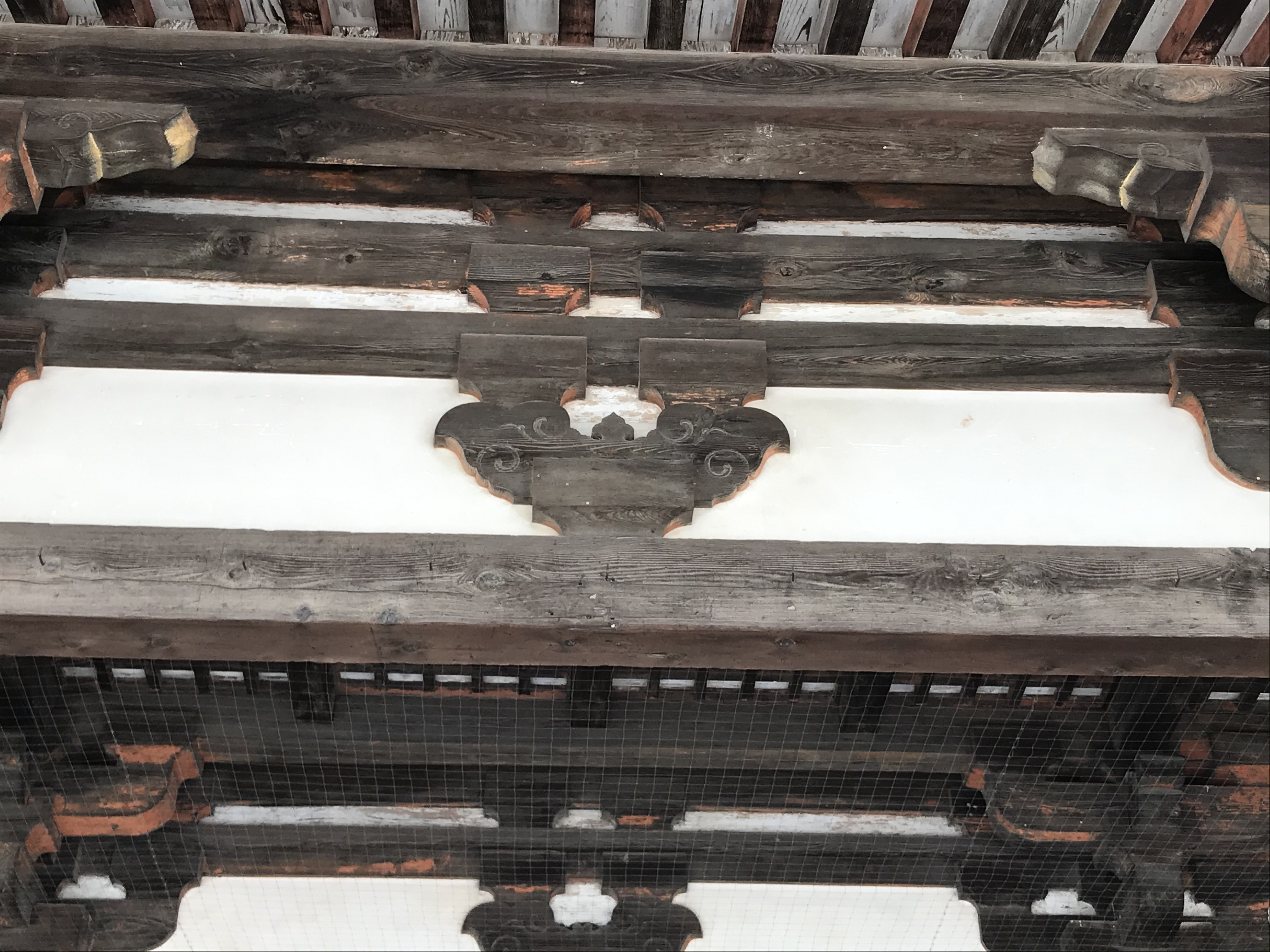
花肘木 法隆寺南大門
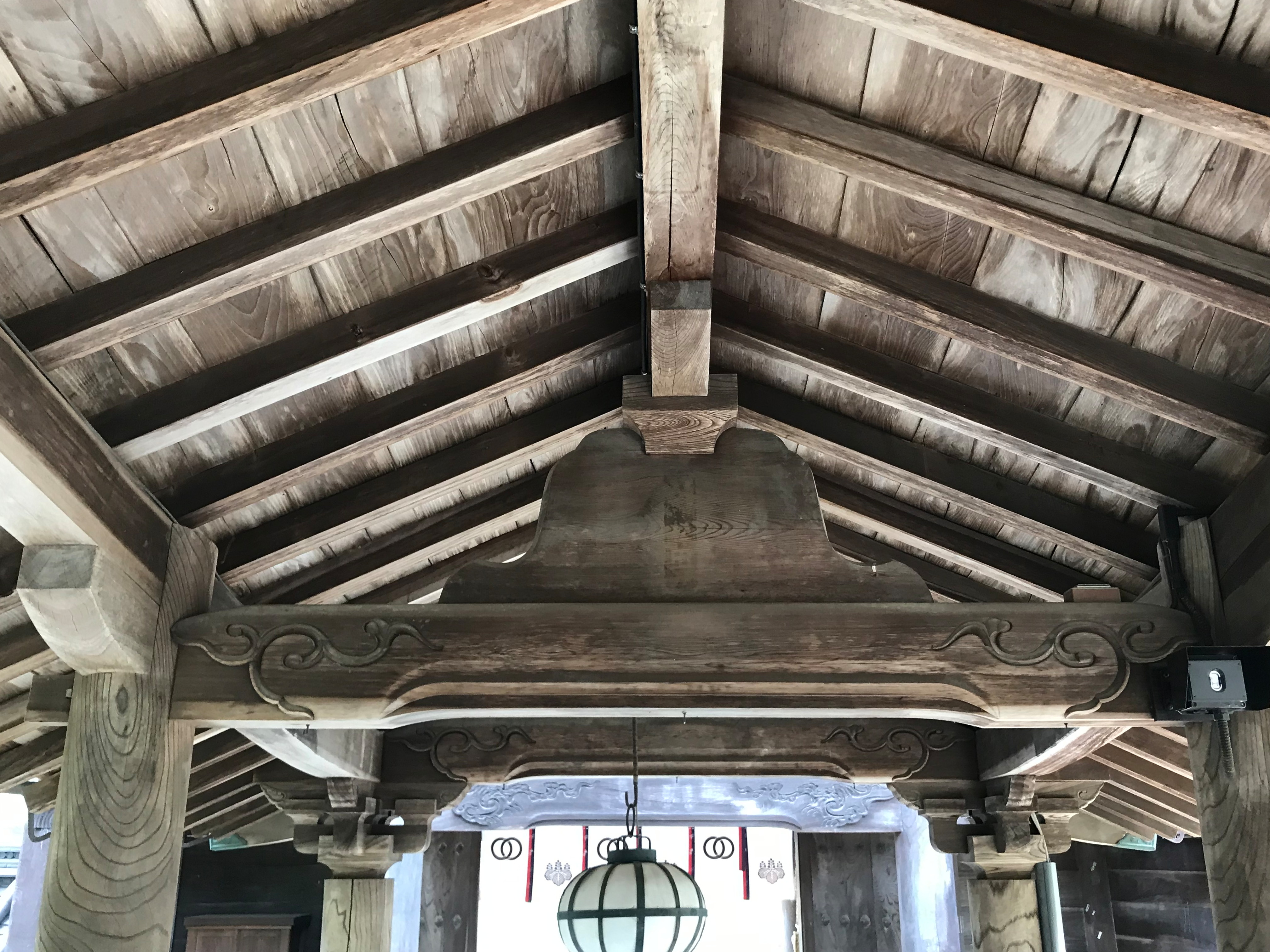
板蟇股 長谷寺登廊
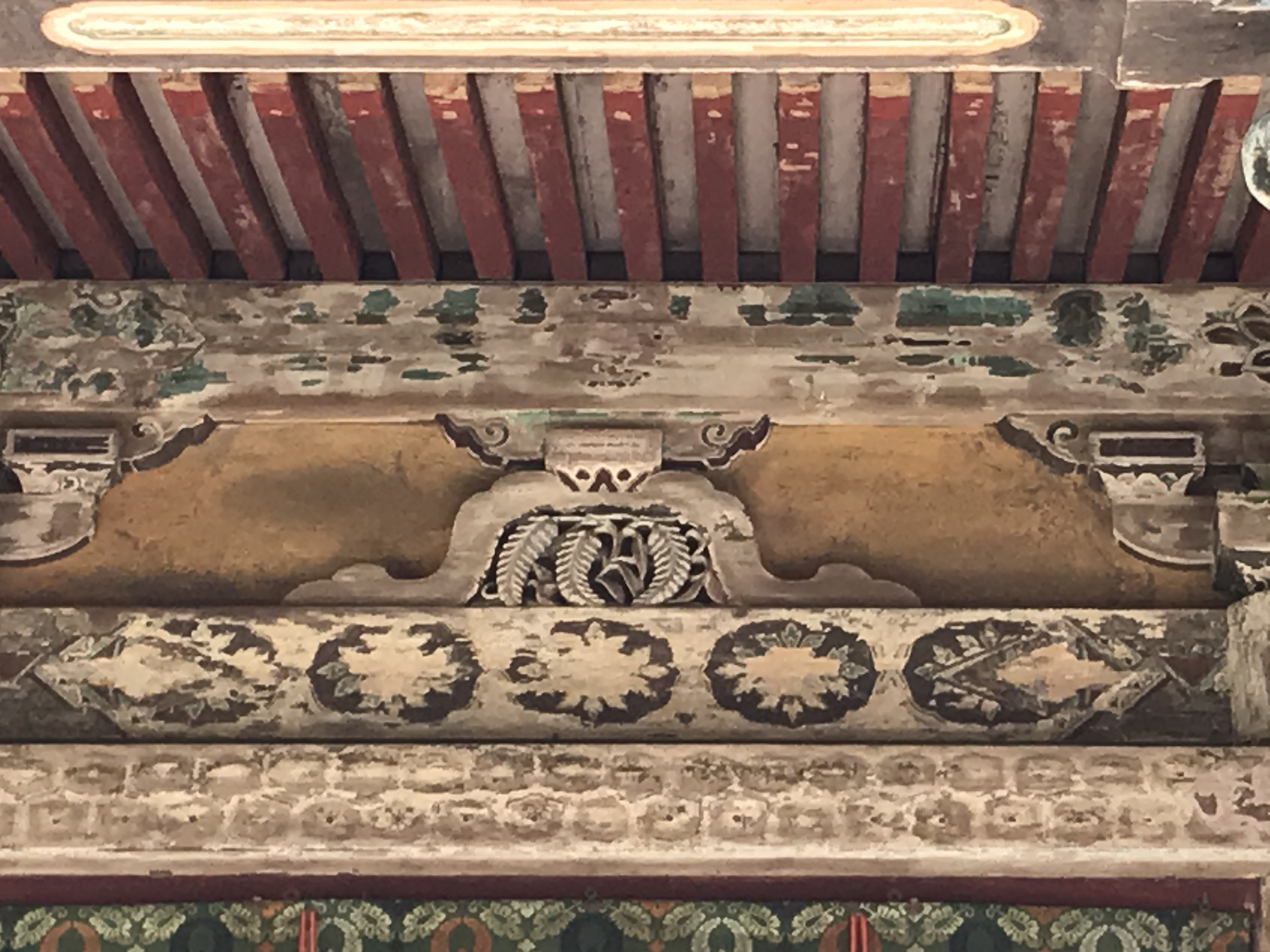
本蟇股 談山神社末社惣杜本殿
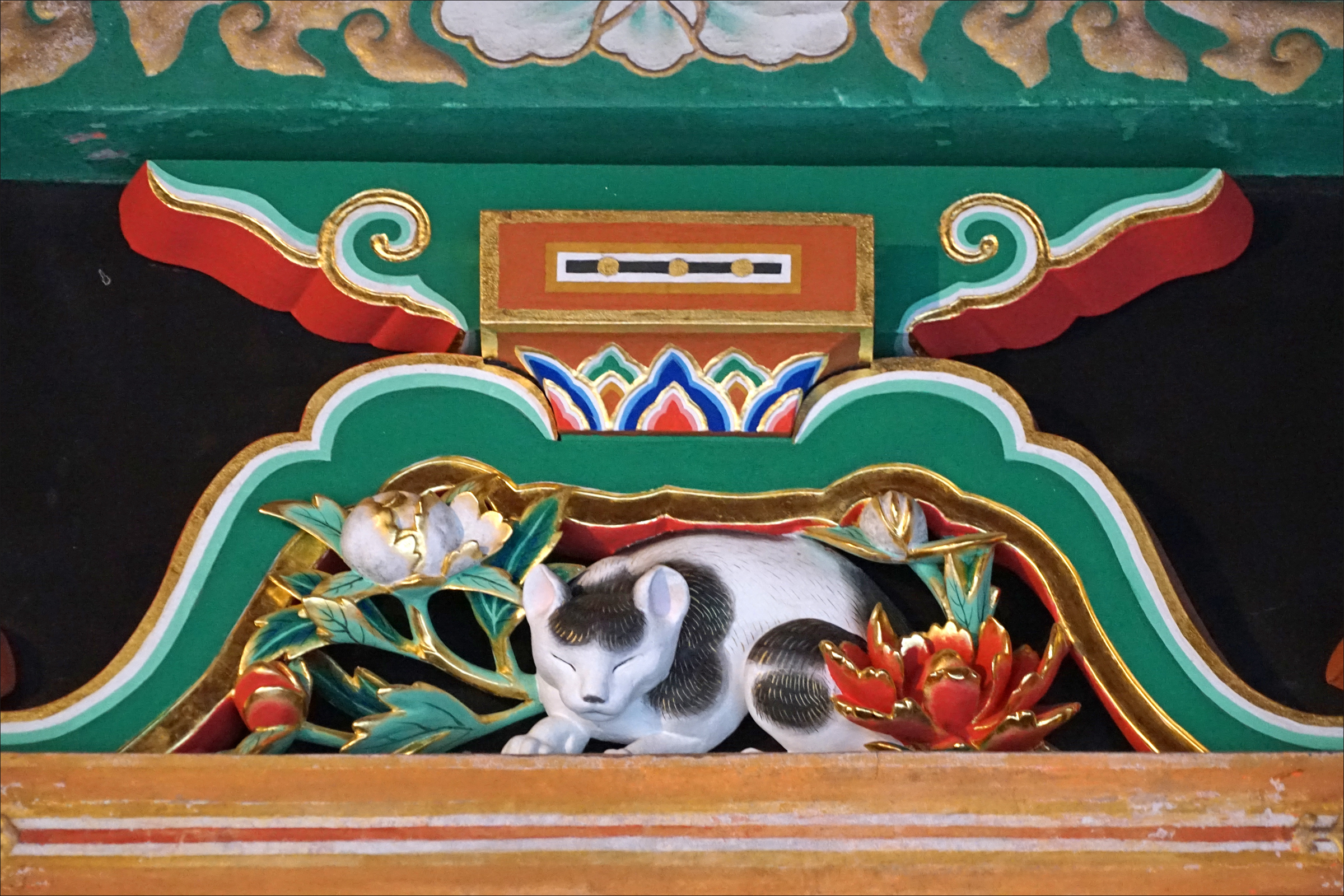
本蟇股 日光東照宮回廊の眠り猫
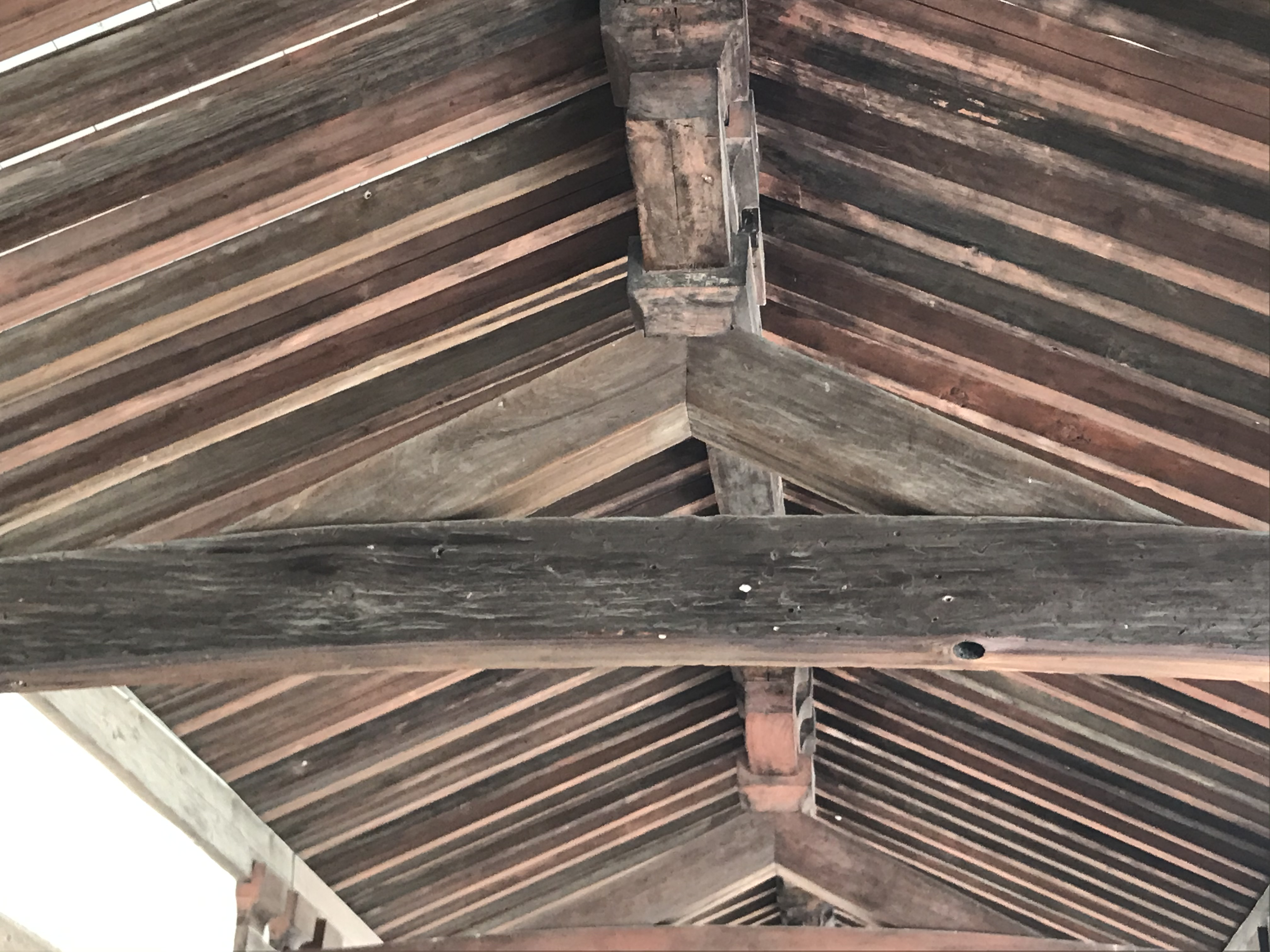
人字形割束（叉首） 法隆寺回廊[注釈 5]

## 耐災害
中国にある応県木塔を含む多くの歴史建築物が、地震や自然災害を乗り越え、今日まで残っているのは、これらの組み物によって得られた構造的な柔軟性によるものと考えられている。

## その他

### 文化財愛護シンボルマーク
日本の文化庁が、文化財愛護運動の推進のために1966年（昭和41年）5月に制定した「文化財愛護シンボルマーク」は、3段に重ねた組物（斗栱）をイメージしたもので、日本における文化財保護の象徴となっている。